# Solimano il Magnifico
Solimano I, detto "il Magnifico" (tra gli occidentali) o Kanuni (tra i turchi), ovvero il Legislatore (in turco moderno: I. Süleyman; in turco ottomano سليمان, Sulaymān; Trebisonda, 6 novembre 1494 – Szigetvár, 6 settembre 1566), fu sultano e padiscià dell'Impero ottomano dal 1520 fino alla sua morte, e uno dei monarchi più importanti dell'Europa del XVI secolo. Portò l'Impero ottomano ai massimi fulgori. Sotto la sua amministrazione lo Stato ottomano governava almeno 20-25 milioni di persone.
Succedette al padre, il sultano Selim I, nel settembre 1520 e iniziò il suo regno intraprendendo campagne militari contro le potenze cristiane nell'Europa centrale e nel Mediterraneo. Belgrado cadde nel 1521; nel 1522-1523 toccò a Rodi, strappata al lungo dominio dei Cavalieri di San Giovanni. Nella battaglia di Mohács, combattuta nell'agosto del 1526, Solimano distrusse la forza militare dell'Ungheria e lo stesso re ungherese Luigi II perse la vita. In occasione del conflitto con i Safavidi, riuscì ad annettere anche gran parte del Vicino Oriente, Baghdad compresa, e vaste aree del Nordafrica, fino ad arrivare all'Ovest dell'Algeria. Sotto il suo dominio, la flotta ottomana dominò i mari, dal Mediterraneo al Mar Rosso, attraversando il Golfo Persico.
Alla guida di un impero in espansione, Solimano promosse importanti modifiche legislative in materia di società, istruzione, fiscalità e diritto penale. Le sue riforme, realizzate in collaborazione con il principale funzionario giudiziario dell'impero, Ebussuud Efendi, armonizzarono il rapporto tra le due forme del diritto ottomano: quello statale (Kanun) e quello religioso (Shari'a). Solimano fu anche un pregevole poeta e orafo, oltre che un grande mecenate della cultura. Sovrintese alla cosiddetta "età dell'oro" dell'Impero ottomano, favorendo il suo sviluppo artistico, letterario e architettonico.
Infrangendo la tradizione ottomana, Solimano sposò Hürrem Sultan, una donna del suo harem, una cristiana di origini rutene che si convertì all'Islam e che divenne famosa in Occidente con il nome di Roxelana, presumibilmente per via dei suoi capelli rossi. Il loro figlio, Selim II, succedette al padre nel 1566, alla morte di questi, occorsa dopo quasi 46 anni di regno. Gli altri potenziali eredi (Şehzade Mehmed e Şehzade Mustafa) erano già morti, il primo di vaiolo e il secondo strangolato. Un altro figlio, Şehzade Bayezid, venne giustiziato, insieme con i suoi quattro figli, nel 1561, per ordine dello stesso sultano, dopo una ribellione da lui organizzata. Per lungo tempo si è ritenuto che alla morte di Solimano sia seguito un periodo di declino dell'impero. Questa visione è stata poi abbandonata, ma la fine del regno di Solimano è ancora frequentemente indicata come uno spartiacque nella storia ottomana. Nei decenni successivi alla sua morte, infatti, l'impero iniziò a subire significativi cambiamenti politici, istituzionali ed economici, un fenomeno spesso definito come la "trasformazione dell'Impero ottomano".

## Biografia

### Infanzia e ascesa al potere

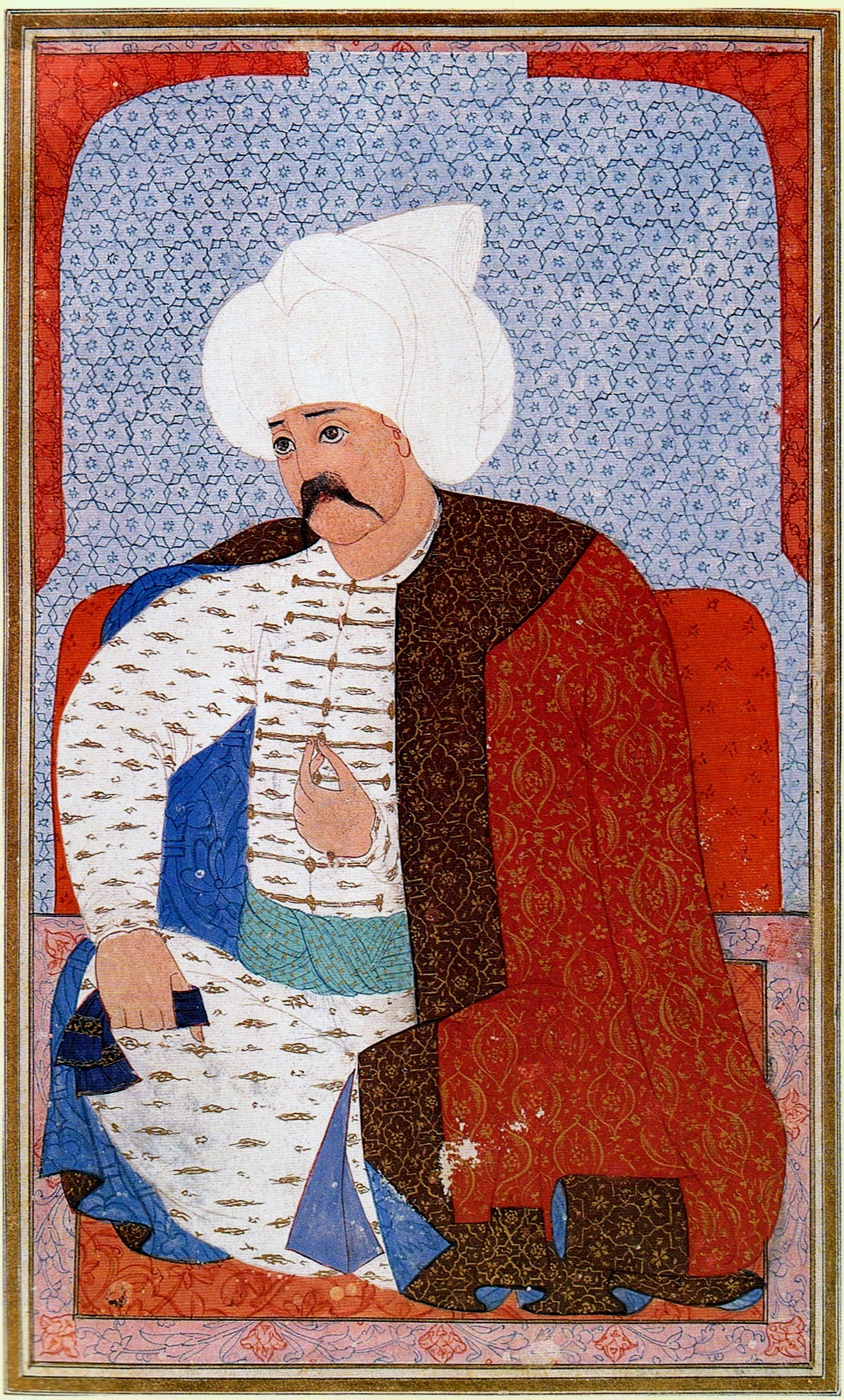
Il sultano Selim I, padre di Solimano

Poco o nulla si conosce dei primi anni di vita di Solimano; poiché in quell'epoca non vi erano concreti motivi che facessero supporre una sua futura ascesa a sultano, i cronisti non si preoccuparono di registrare particolari fatti della sua infanzia. Si suppone che possa essere nato il 6 novembre 1494 a Trebisonda, nell'attuale Turchia, nel periodo in cui il padre Selim governava tale provincia. Sua madre era Hafsa Hatun, una concubina di origini cristiane. È probabile che la sua educazione dovette iniziare all'età di sette anni; studiò il Corano, l'aritmetica, la musica, la scrittura, il tiro con l'arco e, quasi certamente, imparò la lingua persiana e quella araba. Come usanza per i figli degli alti dignitari, intorno agli undici anni venne circonciso, lasciò la madre e andò ad abitare in una propria residenza. All'età di quindici anni il sultano suo nonno, Bayezid II, gli affidò la funzione di sanjak-bey di Karahisar-i Sahib (l'attuale Afyonkarahisar) e due anni dopo quella di Caffa (l'attuale Feodosia), già colonia genovese e crocevia degli scambi commerciali tra Iran, India e Europa. Il 6 agosto 1509 Solimano partì per raggiungere la città e assumere la carica.
Nel 1512, Selim costrinse il padre sultano ad abdicare e nel contempo sterminò i fratelli e gli altri possibili successori, una pratica consuetudinaria nella casa reale ottomana, ponendo così fine alla guerra civile e diventando il nuovo sultano legittimo. In quel momento Solimano aveva 17 anni e, oltre a governare Caffa, svolgeva altre attività amministrative per conto del padre; partecipò a una campagna militare in Iran, governò Edirne e combatté i banditi a Magnesia dove poi si fermerà dal 1512 per assumerne le redini. Proprio a Magnesia intraprese una stretta amicizia con Pargali Ibrahim Pascià, uno schiavo che successivamente sarebbe diventato uno dei suoi più stretti consiglieri. Nel frattempo l'Impero ottomano, sotto la guida di Selim, continuava la sua espansione, sconfiggendo il rivale sultanato egiziano dei Mamelucchi circassi della dinastia burjī. Questo portò i turchi ad annettere la Siria, l'Egitto, la Palestina e l'Arabia, assumendo il controllo delle tre città sante di La Mecca, Medina e Gerusalemme.

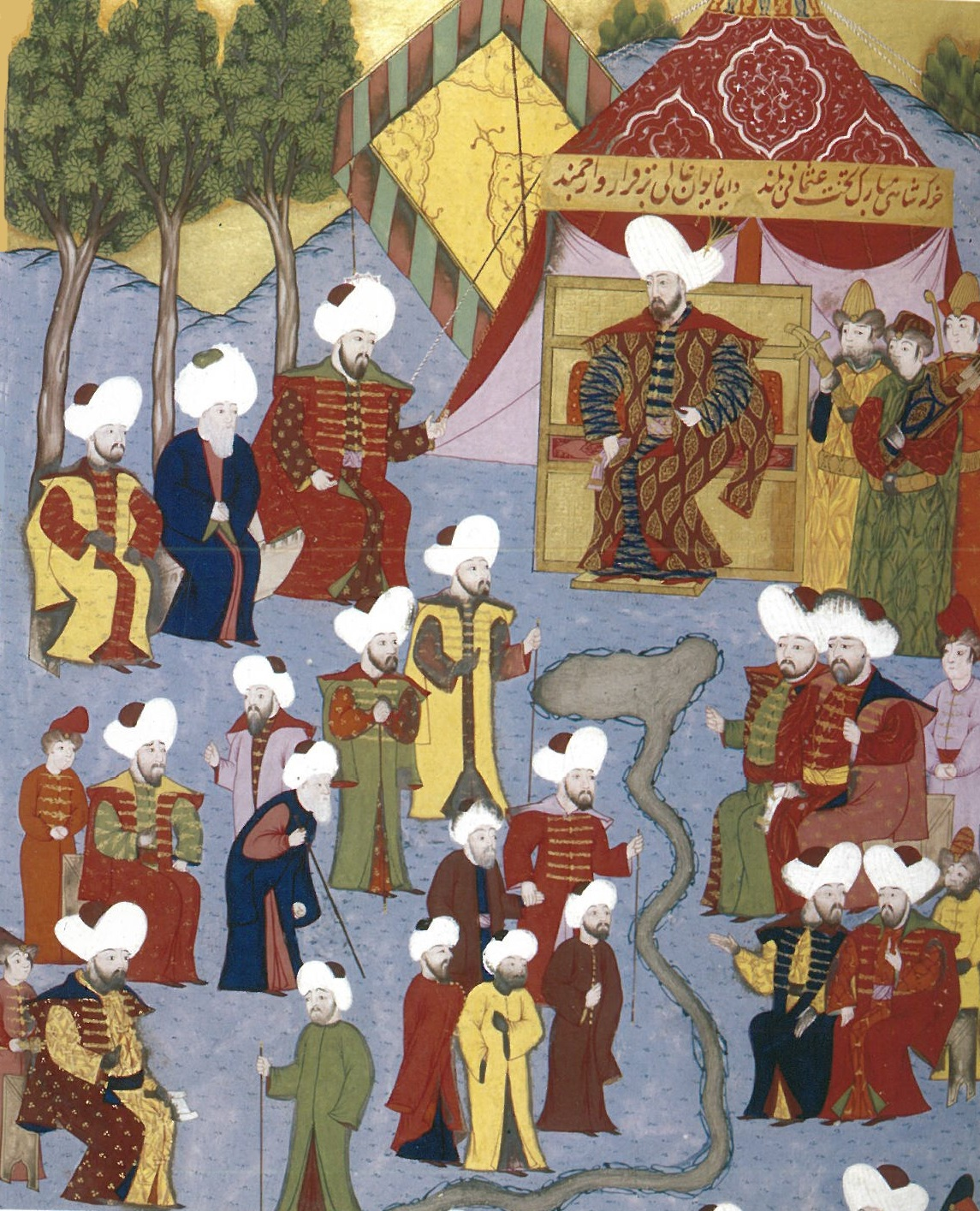
Solimano diventa sultano dell'Impero ottomano. Miniatura del XVI secolo

Mentre il futuro sultano era occupato a fare pratica amministrativa nell'impero, il padre Selim, durante un viaggio da Costantinopoli a Edirne, morì. Immediatamente si preferì mantenere segreta tale notizia, in attesa dell'arrivo sul posto del figlio, onde prevenire possibili rivolte tra le file dell'esercito. Tuttavia, una volta che Solimano giunse al feretro del padre, i giannizzeri, le truppe di fanteria scelte dell'esercito, accolsero positivamente la successione e gettarono i berretti in segno di lutto senza che vi fossero tumulti, anche grazie al donativo di 5 000 aspri a testa conferiti dal neo sultano per garantirsi la loro fedeltà. Tornato a Costantinopoli alla testa del corteo funebre, il 1º novembre Solimano poté ricevere nella sala del divan gli omaggi degli alti dignitari, degli ulema e del Gran Mufti, salendo ufficialmente al trono come decimo sultano ottomano. Tra i primi suoi atti ufficiali, vi fu l'ordine di costruire una moschea dedicata al padre e di compiere le consuete elargizioni di regalie ai membri dell'esercito. Inoltre, decise di abrogare alcune dure disposizioni emanate precedentemente da Selim e liberò seicento notabili egiziani al fine di tracciare una linea di demarcazione con lo spietato regime imposto dal padre negli ultimi anni di vita.
La prima preoccupazione di ordine pubblico, invece, gli arrivò dalla Siria dove era in corso una rivolta fomentata da un alto dignitario che aveva conquistato Damasco, Beirut e Tripoli. Solimano rispose prontamente, inviando un contingente agli ordini di Ferhad Pascià che ebbe la meglio sui ribelli, soffocando la sommossa. Aveva così dato prova di risolutezza e capacità amministrativa, caratteristiche che lo resero agli occhi dei sudditi degno di regnare su un impero già all'epoca vastissimo, predominante su tutto il mondo musulmano, e che egli continuerà a espandere per tutta la vita.

### Prime espansioni: Belgrado e Rodi

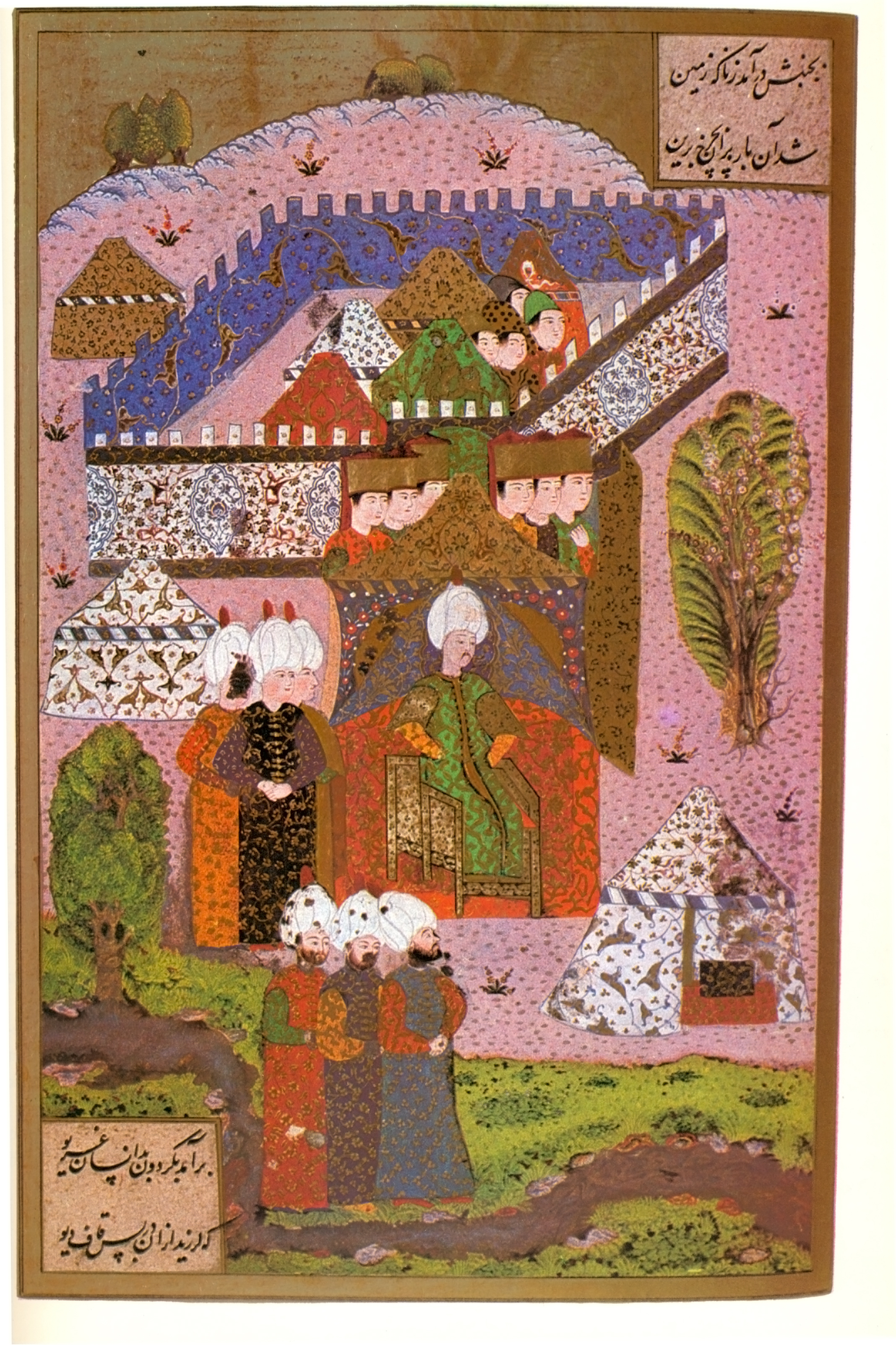
Solimano dopo aver conquistato Belgrado

Imposta la sua autorità all'interno dei confini ottomani, Solimano poté occuparsi della politica estera. In quel periodo, l'Europa viveva un periodo di difficoltà causata dai continui conflitti e dalle violente divisioni interne tra cattolici e protestanti. A difendere i confini del Sacro Romano Impero a est vi era Ferdinando d'Asburgo, fratello dell'imperatore Carlo V.
La pace del 1503, siglata al termine della guerra turco-veneziana, aveva previsto il pagamento di un tributo annuo a favore degli Ottomani. L'assassinio dell'inviato venuto a riscuotere il denaro da parte degli Ungheresi fu il casus belli per Solimano per attaccare i cristiani del Danubio con l'obiettivo di conquistare Belgrado, una città strategica da dove, successivamente, avrebbe potuto muovere verso Vienna e Budapest. Per tutto l'inverno del 1520 l'impero fu occupato a preparare la spedizione, la prima di Solimano. Il 6 febbraio dell'anno seguente, l'esercito con in testa il sultano, lasciò Costantinopoli tra sontuosi festeggiamenti.
Dopo aver viaggiato per alcuni mesi divise su tre colonne, le truppe si ricongiunsero sotto le porte di Belgrado, dando inizio il 25 giugno all'assedio della città; nella direzione delle operazioni il sultano era affiancato dai suoi più alti dignitari, tra cui il pascià Pargali Ibrahim, il gran visir Piri Mehmed e da Mehmet Beg Mihaloglu successivamente governatore de facto della Valacchia. Inizialmente la difesa della città si rivelò efficace, ma quando le divisioni di fede religiosa tra gli assediati, cattolici e ortodossi, si fecero sentire, queste spianarono la strada agli Ottomani. Così, dopo un lungo bombardamento, il 29 agosto Solimano poté fare il suo ingresso in città dove recitò personalmente la preghiera del venerdì.

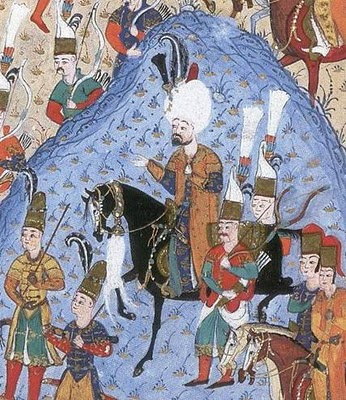
Solimano durante l'assedio di Rodi del 1522

Galvanizzato dal successo di Belgrado, Solimano riprese in mano il progetto elaborato dal padre Selim di assalire la fortezza cristiana di Rodi, impresa peraltro già tentata tentata senza successo nel 1480 da Maometto II. L'isola di Rodi, a quel tempo in mano ai Cavalieri Ospitalieri, rappresentava un vero pericolo per gli Ottomani, in quanto base di corsari cristiani che da tempo attaccavano i pellegrini musulmani in viaggio verso la Mecca e depredavano la navi mercantili. Conscio che gli europei non sarebbero intervenuti poiché occupati in conflitti interni, il sultano era risoluto a mettere fine a tutto questo.
Dopo aver fatto recapitare, il 1º giugno 1522, al gran Maestro dei Cavalieri ospitalieri Philippe de Villiers de L'Isle-Adam una lettera in cui si chiedeva la resa dell'isola, Solimano ordinò al capo della spedizione Lala Kara Mustafa Pascià che la marina ottomana lasciasse il porto di Costantinopoli e dirigesse le sue circa trecento navi verso Rodi. Pochi giorni dopo, il 18 giugno, lo stesso sultano partì via terra con un seguito di centomila uomini da Üsküdar per portare guerra ai Cavalieri. Arrivato il 2 luglio a Kütahya, si unì alle altre forze messe a disposizione dai beilerbei (governatori) di Rumelia e Anatolia. L'esercito ottomano giunse, dunque, a Marmaris il 28 luglio. Salutato dallo sparo di oltre cento bocche da fuoco, il sultano dette inizio all'assedio di Rodi.

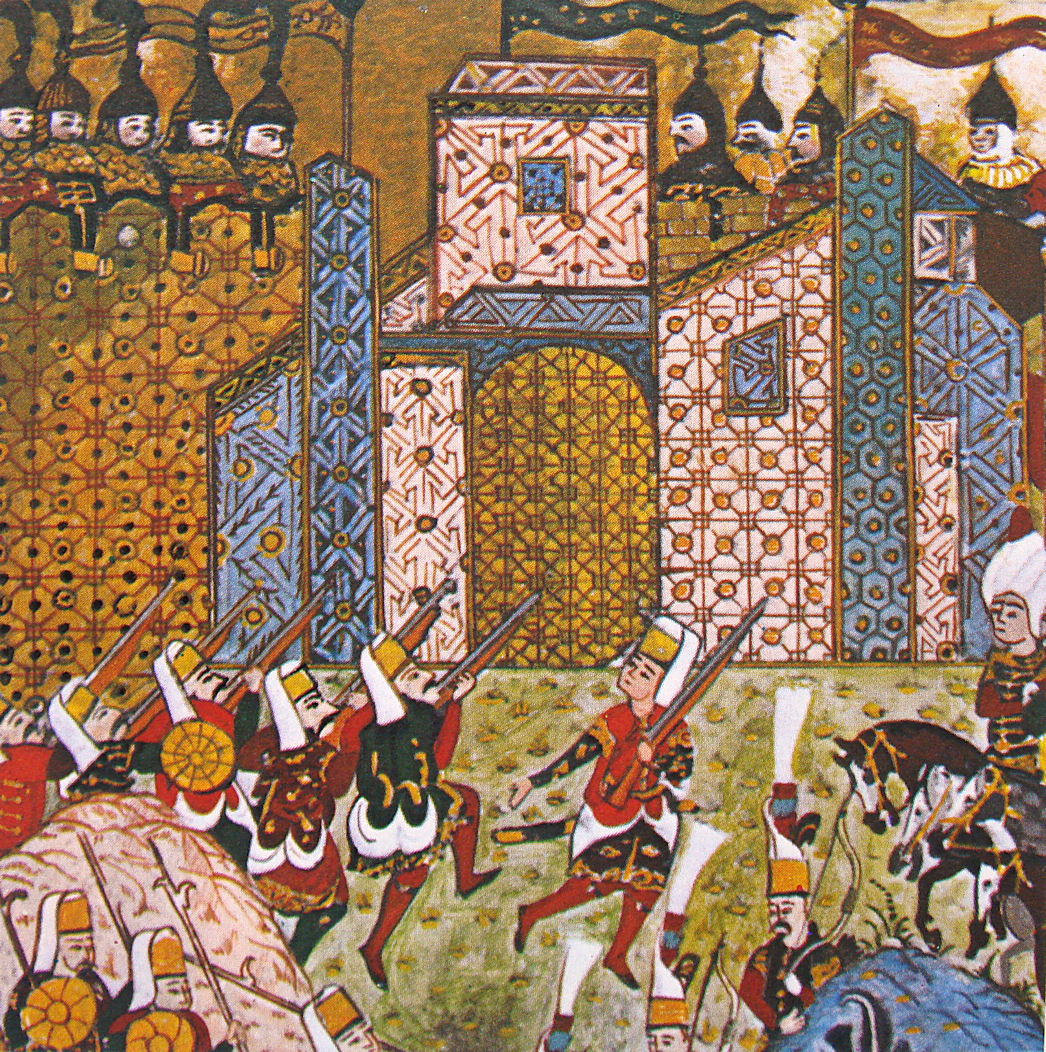
Giannizzeri ottomani assediano Rodi

de l'Isle-Adam, poteva contare su un'esigua forza a difesa della città, composta da circa 7 000 soldati e 700 cavalieri, ma assai ben motivata. Al Gran Maestro fu però chiaro che l'unica strategia possibile per fermare i 200 000 Ottomani era quella di prendere tempo e sperare in un intervento rapido da parte delle altre forze cristiane europee. Preoccupato dal protrarsi dell'assedio, il 23 settembre Solimano ordinò un assalto alle mura di Rodi che tuttavia fallì per la strenua difesa dei Cavalieri e che costò gravissime perdite a entrambe le parti. Anche un nuovo assalto tentato il 12 del mese seguente si concluse in un insuccesso dopo il ferimento dell'Ağa (comandante) dei giannizzeri. Il 10 dicembre, dopo avere perso oltre 3 000 soldati in un solo attacco qualche giorno prima, Solimano propose ai cristiani di negoziare una resa. Dopo aver preso ulteriore tempo, de l'Isle-Adam si rese definitivamente conto che non avrebbe mai ricevuto l'assistenza sperata dai cristiani di Occidente e che non avrebbe potuto reggere l'assedio ancora per molto. Così venne stipulato un accordo di resa che consentisse ai Cavalieri di lasciare l'isola in sicurezza e agli abitanti rimasti di essere esentati per cinque anni dalle imposte e dal devscirme; nonostante ciò, i comandanti non riuscirono a fermare i giannizzeri che si dettero al saccheggio della città e alla profanazione dei luoghi sacri.
Solimano ricevette personalmente il Gran Maestro prima che lasciasse la città, accogliendolo amichevolmente e consolandolo; sembra che il sultano abbia confidato al gran visir di essere «davvero addolorato di aver cacciato quel vecchio dal suo palazzo». Il 1º gennaio 1523 i Cavalieri sopravvissuti lasciarono l'isola per dirigersi in esilio a Messina (da dove poi, qualche anno più tardi, si sarebbero stabiliti a Malta); Solimano aveva, non senza difficoltà, trionfato ancora una volta, gettando il terrore nella popolazione cristiana d'Europa.

### Affari interni

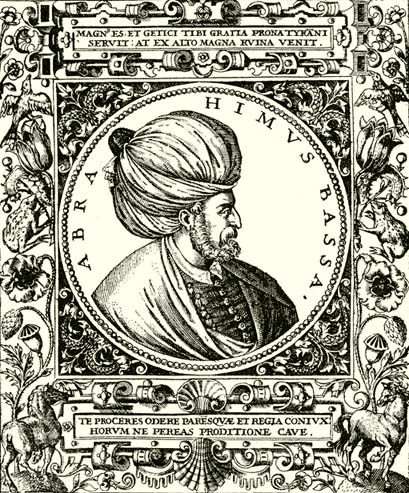
Pargali Ibrahim Pascià, grande amico di Solimano e gran visir dell'Impero dal 1523

Tornato a Costantinopoli, Solimano nominò il suo amico di vecchia data Pargali Ibrahim Pascià gran visir dell'Impero ottomano e comandante di tutto l'esercito, con l'eccezione dei giannizzeri, come era d'uso. Il rapporto di grande amicizia e fiducia tra il sultano e Ibrahim ha da sempre interessato molto gli storici e scandalizzato i contemporanei; nato cristiano nel 1494 probabilmente a Parga, antico possedimento veneziano in Epiro, Ibrahim venne fatto prigioniero e successivamente offerto a Solimano. Fin da subito si mise in luce per la sua intelligenza e per la capacità di apprendimento, così venne deciso di istruirlo a dovere. Quando Solimano divenne sultano, Ibrahim ebbe l'occasione di scalare velocemente la gerarchia dell'impero, arrivando in poco tempo al vertice grazie alla nomina a gran visir nel giugno del 1523. Sembra, tuttavia, che lo stesso Ibrahim, preoccupato per la sua incolumità, avesse chiesto all'amico sultano di non essere preso in considerazione per un incarico così prestigioso, e allo stesso tempo rischioso, ma che Solimano avesse rifiutato di esaudire la sua supplica, assicurandogli  la sua protezione incondizionata.

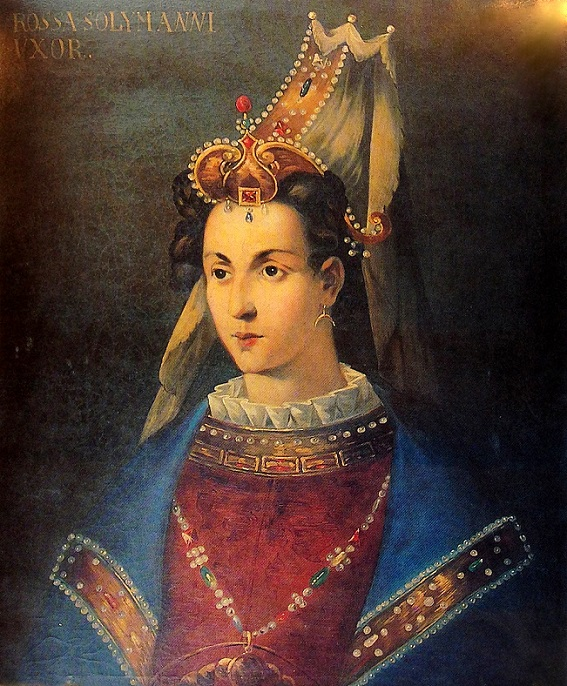
Ritratto ottocentesco di Hürrem Sultan

Il 18 maggio 1524 la haseki (concubina favorita) Hürrem Sultan (1502–1558), diede alla luce il figlio Selim. Poco si conosce delle origini di Hürrem, conosciuta in Occidente come Roxelana, probabilmente una schiava rutena ceduta per l'harem imperiale. In ogni caso divenne ben presto la favorita di Solimano, superando, per rango, la consorte Mahidevran, madre di Şehzade Mustafa, nato nel 1516/1517, quando ancora era governatore di Magnesia, il maggiore dei figli sopravvissuti di Solimano. Prima di Selim, Hürrem aveva avuto dal sultano un altro figlio, Şehzade Mehmed, nato nel 1521. Molto si è discusso della figura di Roxelana; in grado di passare in poco tempo da schiava dell'harem a concubina e infine a moglie legale, contravvenendo alle consuetudini ottomane, ebbe una grandissima influenza sul sultano, tanto che alcuni storici vedono in lei la tessitrice di trame che finirono per condizionare l'intera politica dell'impero e in particolare della successione al sultanato, indicandola come l'iniziatrice del cosiddetto "sultanato delle donne".
Nonostante la fermezza con cui veniva governato l'impero, le ribellioni erano abbastanza frequenti. Probabilmente a causa del malcontento per la nomina di Ibrahim Pascià a gran visir, il suo concorrente Ahmed Pascià, appena nominato governatore dell'Egitto, mise in atto un'insurrezione, riuscendo in un primo momento a ottenere il sostegno dei dignitari mamelucchi, del Maestro dei Cavalieri Ospitalieri di Gerusalemme, dello Scià Isma'il I di Persia e, perfino, del Papa. Tuttavia quando i mamelucchi lo abbandonarono, venne presto assassinato e la rivolta sedata. Conscio del fatto che l'Egitto rappresentava un terreno fertile per le insurrezioni, Solimano decise di mandare in missione Ibrahim, l'unica persona di cui si poteva fidare totalmente. In un anno, il fedele gran visir, riuscì a sottomettere i ribelli, promulgò leggi, riorganizzò la gestione del potere; il suo successo fu talmente ampio che non vi furono più rivolte in zona per oltre tre secoli.

### Ungheria: la battaglia di Mohács

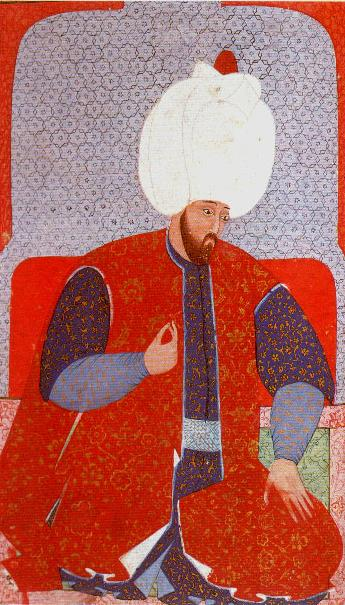
Ritratto di un giovane Solimano

Dopo le vittorie sul Danubio e Rodi, l'Impero stava trascorrendo un periodo di pace, ma questa non era una situazione ben vista da tutti, in quanto la tradizione guerriera ottomana voleva che il sultano fosse impegnato costantemente a combattere per ampliare i confini imperiali e diffondere l'Islam in tutto il mondo. Quando i giannizzeri capirono che non vi erano piani per nuove campagne militari, approfittando dell'assenza del sultano che si era recato a Edirne per la caccia, dettero vita ad alcuni tumulti nella capitale, costringendo il sultano a fare immediato ritorno. Ripreso immediatamente il controllo, sia giustiziando di propria mano alcuni rivoltosi, sia distribuendo denaro ai soldati affinché si quietassero, a Solimano era chiaro che fosse necessario pianificare una spedizione militare al più presto.
Così, agli inizi dell'inverno del 1525, il sultano ordinò di intraprendere i preparativi per una campagna militare pur senza averne deciso l'obiettivo. Fu solo nei primi mesi del 1526, su invito anche di Francesco I di Francia con cui l'impero aveva iniziato a tessere i primi contatti (che sfoceranno presto in un'alleanza in chiave anti asburgica), che scelse di attaccare nuovamente i confini cristiani; la spedizione si sarebbe dunque mossa alla volta dell'Ungheria. La preparazione diplomatica fu febbrile: ci si assicurò la neutralità della Repubblica di Venezia grazie alla concessione di alcuni privilegi, mentre era chiaro che l'imperatore Carlo V non sarebbe intervenuto perché occupato nella guerra della Lega di Cognac contro Francesco I. Inoltre, Solimano, considerava i confini orientali con la Persia dello Scià Ṭahmasp I sicuri e che un suo intervento là poteva essere rimandato.
Così, il 21 aprile 1526 Solimano lasciò la capitale alla guida di un esercito forte di 100 000 uomini e trecento cannoni. Insieme a lui marciava il gran visir Ibrahim, alcuni visir, il dragomanno della porta e altri dignitari. La spedizione giunse, non senza difficoltà, a Sofia dove si divise: il sultano si diresse verso Belgrado da dove avrebbe proseguito per Buda (l'attuale Budapest) mentre il gran visir ebbe come meta Petrovaradin che conquistò dopo un breve assedio che gli costò solamente 25 uomini. Durante la marcia vennero sottomesse le cittadine di Ilok e Osijek e venne fatto costruire in soli cinque giorni un ponte sulla Drava di ben 332 metri di lunghezza, fatto immediatamente distruggere una volta che l'esercito lo aveva oltrepassato, per eliminare ogni possibilità di ritiro. L'esercito arrivò, dunque, nella pianura di Mohács dove lo attendeva il re Luigi II d'Ungheria e Boemia (Lajos II / Ludvik Jagellonsky) per impedirgli di proseguire verso Buda.

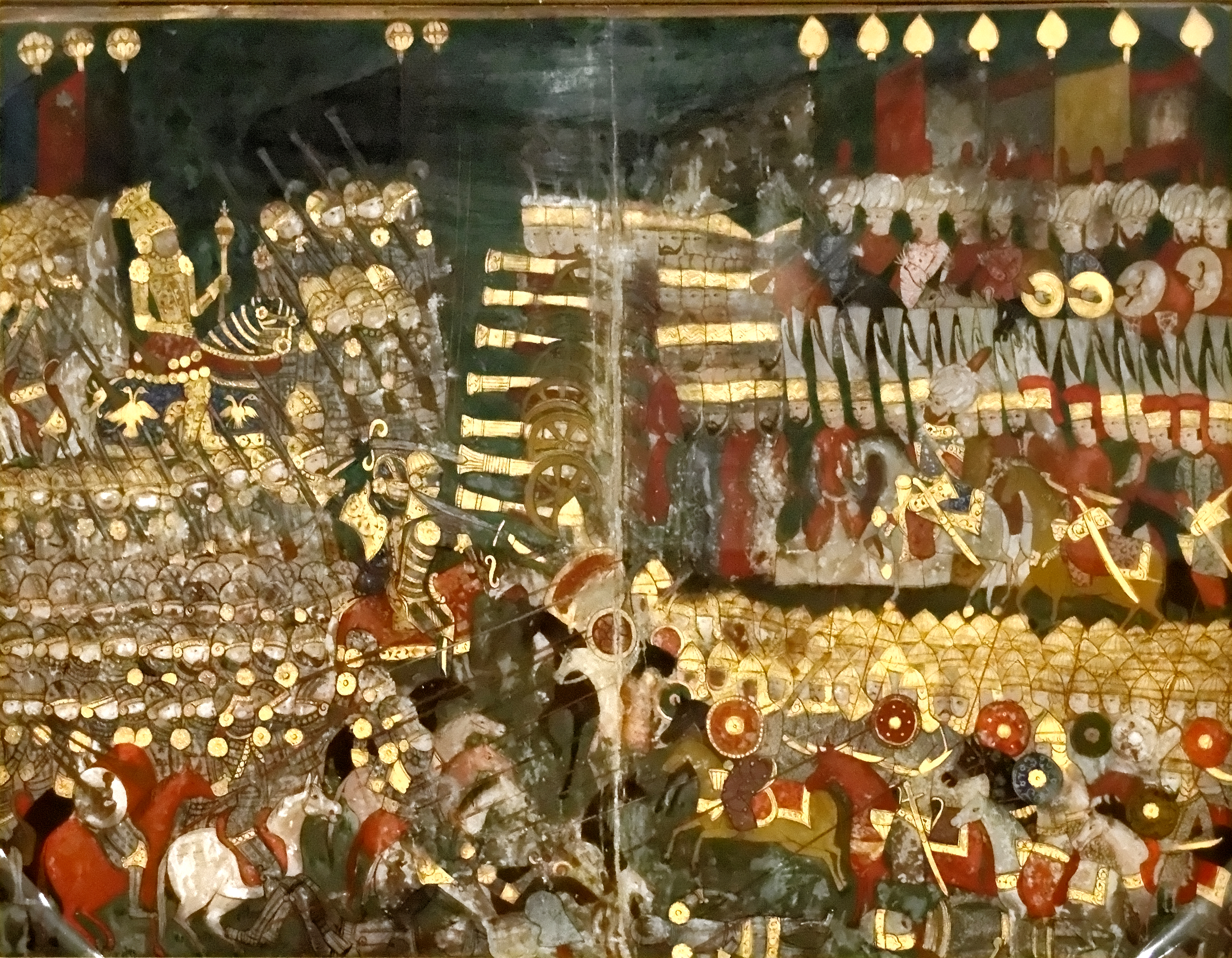
La battaglia di Mohács del 29 agosto 1526

La battaglia di Mohács ebbe luogo il 29 agosto e incominciò favorevolmente alle truppe cristiane, nonostante la loro inferiorità numerica dovuta anche al fatto che le richieste di aiuto di Luigi all'Occidente erano andate deluse. Il grande valore della cavalleria ungherese si mise in luce, tanto che 32 cavalieri arrivarono fino a mettere a serio repentaglio la vita dello stesso Solimano, che venne salvato dalla sua corazza e dal sacrificio delle proprie guardie del corpo e dai giannizzeri che si chiusero attorno a lui, in sua difesa. Tuttavia, la netta superiorità dell'artiglieria ottomana fece la differenza e verso sera l'esercito cristiano era in rotta; nella ritirata re Luigi trovò la morte cadendo in un fiume, andando ad aggiungersi ai trentamila morti tra le file cristiane. Solimano aveva trionfato ancora una volta, la strada per un ingresso trionfale a Buda era aperta.

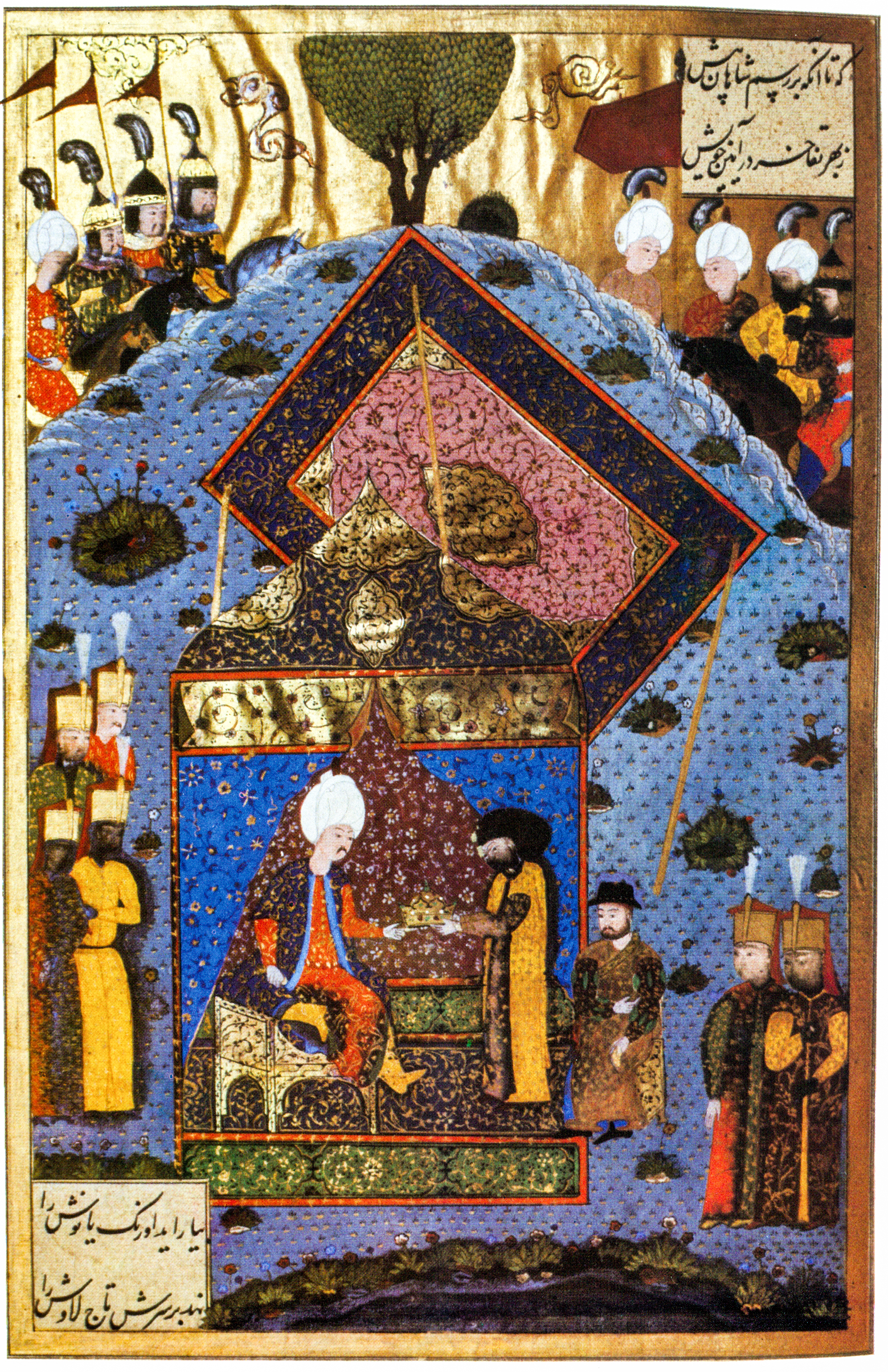
Solimano consegna a Giovanni Zápolya la corona di Ungheria, facendone così un suo vassallo

Rientrato alla fine della campagna a Costantinopoli, il sultano poteva considerarsi padrone delle sorti dell'Ungheria. La morte del re Luigi fece collassare l'autorità centrale magiara e si scatenò una lotta per il potere. Alcuni nobili offrirono la corona d'Ungheria all'arciduca d'Austria Ferdinando I d'Asburgo, legato con parentela alla famiglia reale ungherese. Altri nobili, però, si volsero a Giovanni Zápolya, che era supportato da Solimano ma che non fu riconosciuto dalle potenze dell'Europa cristiana.
L'Ungheria venne spartita in tre tronconi: la maggior parte dell'odierna Ungheria fu rivendicata da Solimano, fu creato lo Stato vassallo di Transilvania che venne affidato alla famiglia Zápolya, mentre Ferdinando I ottenne l'Ungheria Reale. Si fissò così, temporaneamente, il confine fra l'Impero ottomano e il Sacro Romano Impero.

### L'assedio di Vienna

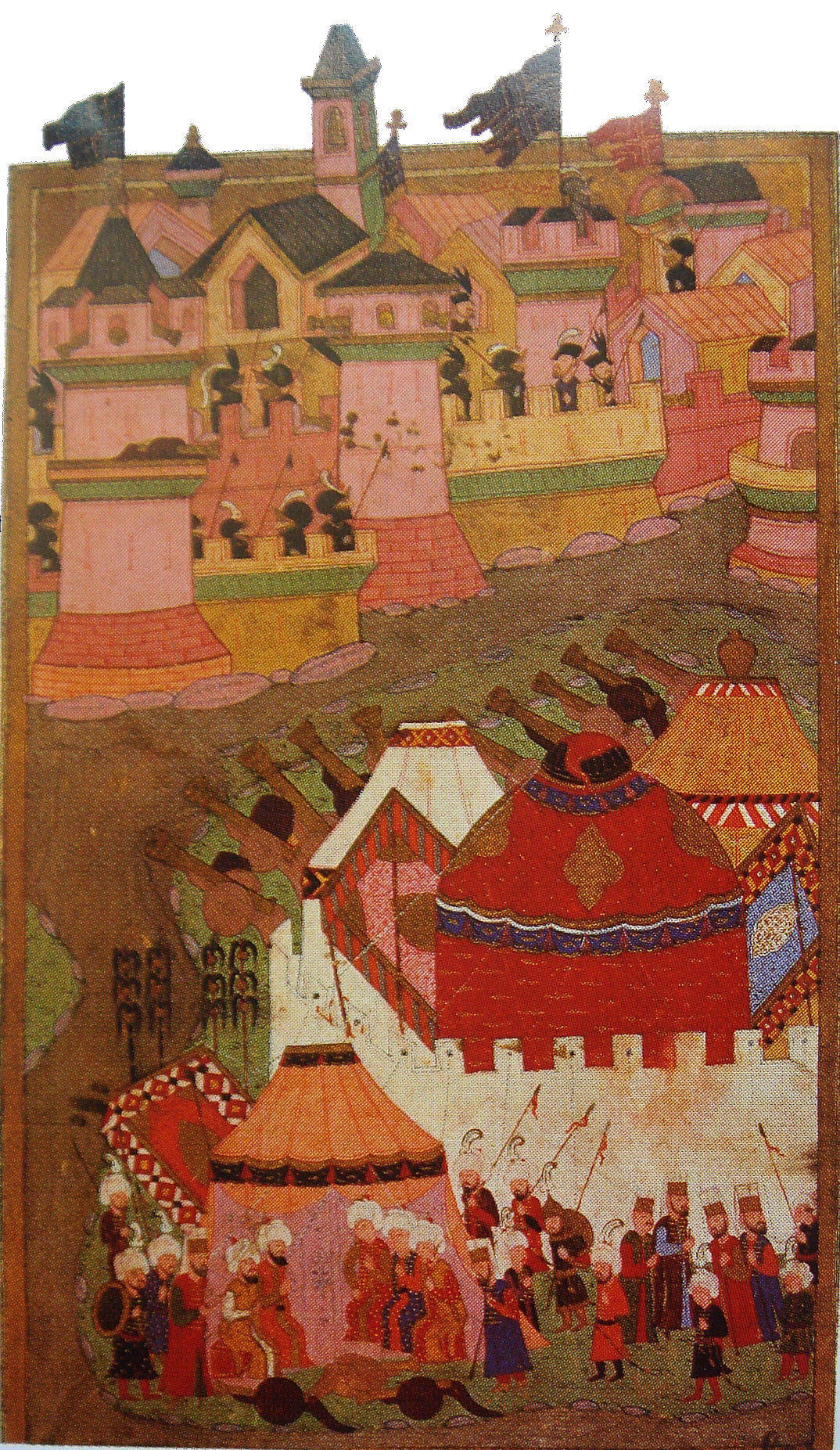
Assedio di Vienna

Sottomessa l'Ungheria, Solimano poteva puntare verso una delle sue più grandi ambizioni: Vienna. Così, il 10 maggio 1529, con le consuete cerimonie in pompa magna lasciò la capitale per fare ritorno a Mohács dove incontrò Zápolya che fu, nel corso di una solenne udienza, riconosciuto come re d'Ungheria e di conseguenza come un vassallo dell'Impero ottomano. Una miniatura conservata nel palazzo di Topkapi ricorda l'evento, mostrando il momento in cui il sultano consegna a Zápolya, vestito di un caffettano d'onore, la corona. Lasciato il luogo di quella che era stata una delle sue vittorie più importanti, Solimano raggiunse in soli tre giorni Buda, nuovamente occupata da truppe cristiane. Dopo un breve assedio, la città venne presa e gli abitanti ridotti in schiavitù ma, a differenza della volta precedente, ai giannizzeri venne proibito il saccheggio. Pochi giorni dopo, Zápolya venne ufficialmente incoronato re; alla cerimonia non partecipò Solimano, probabilmente per non dare troppa importanza a colui che considerava solo un vassallo di scarso rilievo; inoltre, l'autunno si avvicinava e pertanto era necessario muovere verso Vienna il prima possibile.
L'assedio di Vienna ebbe inizio il 27 settembre 1529 e vide il confronto tra l'esercito ottomano di Solimano, forte di 120 000 uomini, 28 000 cammelli e 300 pezzi di artiglieria, e i difensori cristiani che contavano circa 20 000 combattenti e 72 cannoni agli ordini di Filippo del Palatinato-Neuburg.
Le operazioni si rivelarono più difficili del previsto per gli Ottomani, nonostante l'incessante tiro dell'artiglieria fosse riuscito ad aprire una breccia nelle mura della città, gli attaccanti non approfittarono inspiegabilmente di ciò per tentare una penetrazione all'interno. La frustrazione per il protrarsi dell'assedio oltre alle aspettative e la preoccupazione per l'inverno che si avvicinava, indussero Solimano a ordinare un assalto alla porta di Carinzia per il 14 ottobre. Il risultato però dell'azione fu inconcludente e al grande sultano non rimase altro che rinunciare all'impresa e fare ritorno a Costantinopoli, ma non prima di aver comunque festeggiato la campagna militare come fosse stata un successo e negando che l'obiettivo fosse quello di conquistare Vienna. Il viaggio di ritorno durò circa due mesi, durante i quali l'esercito ottomano perse moltissimi uomini a causa di malattie e del maltempo.

### Nuovamente in Ungheria

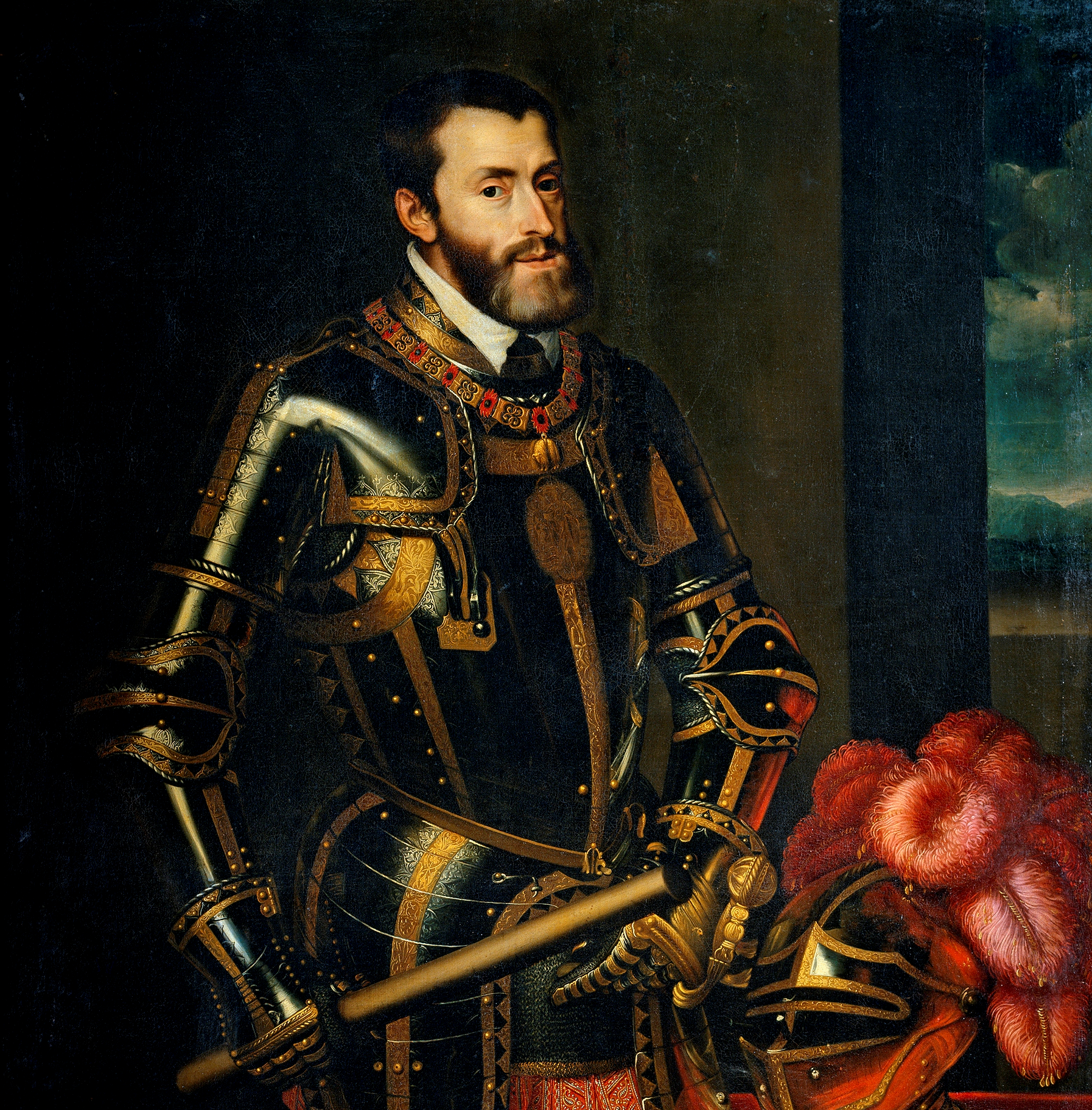
L'imperatore Carlo V

Nonostante le sue schiaccianti vittorie in Ungheria, Solimano non aveva ancora del tutto affermato la sua autorità nella regione. Così, il 22 aprile del 1532, lasciò ancora una volta la capitale alla testa di oltre 100 000 uomini tra le cui file si contavano 12 000 giannizzeri, 30 000 soldati provenienti dall'Anatolia, 16 000 dalla Rumelia, 20 000 spahi a cui si aggiungeva un'artiglieria forte di 300 cannoni.
Arrivato a Belgrado ricevette ulteriori rinforzi dai Tatari di Sahib I Giray, Solimano era pronto per affrontare una volta per tutte l'imperatore Carlo V. Tuttavia, la sua ambizione non poté essere esaudita: i cristiani non si sentivano affatto preparati ad affrontare un nemico così determinato e numeroso e, pertanto, Ferdinando d'Asburgo preferì inviare al sultano due ambasciatori per offrirgli un tributo di 100 000 ducati in cambio della pace e del suo riconoscimento a re d'Ungheria. Nel frattempo Solimano ricevette un'ulteriore proposta diplomatica: il re di Francia gli proponeva di invadere l'Italia per scontrarsi là con Carlo. Solimano declinò entrambe le offerte, ma per quanto riguarda la seconda, promise che avrebbe aiutato i Francesi nella conquista di Genova e Milano, uno dei primi atti sostanziali dell'alleanza franco-ottomana.

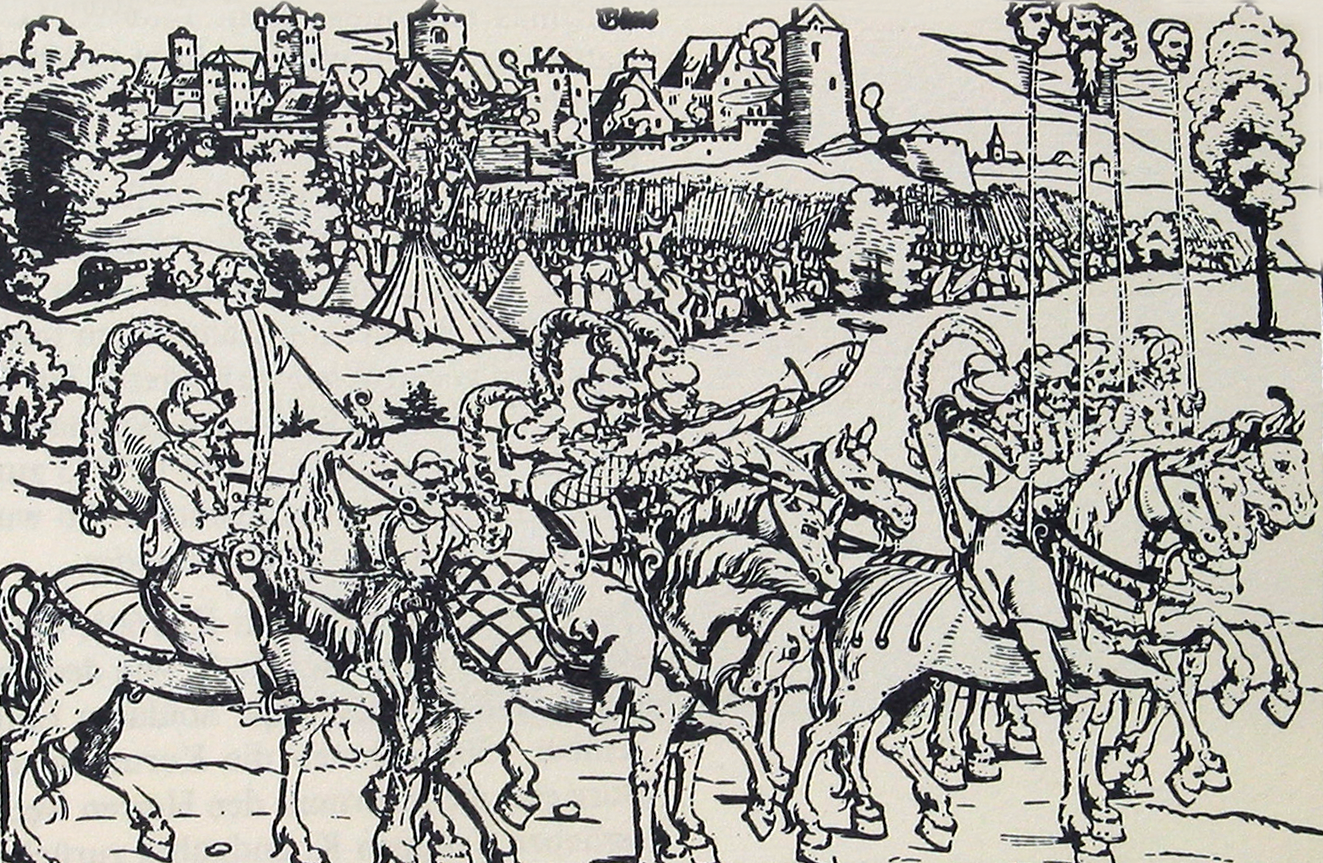
Rappresentazione dell'assedio di Güns, in una stampa occidentale

Fallito il tentativo diplomatico di arginare l'avanzata ottomana, i cristiani dovettero mettersi sulla difensiva. L'esercito di Solimano, dopo numerosi successi, trovò una battuta di arresto durante l'assedio di Güns, una cittadina a soli 100 chilometri da Vienna e difesa da solo 800 uomini comandati da Nikola Jurišić, che si protrasse per tutto il mese di agosto, facendo perdere agli Ottomani tempo prezioso. Dopo aver conquistato faticosamente la cittadina, Solimano preferì dirigersi verso l'Ovest, in Stiria, invece che puntare direttamente su Vienna, probabilmente perché contava di far uscire Carlo V dalla città e quindi confrontarsi in campo aperto, ma l'imperatore asburgico preferì evitare il contatto e rimase dentro le mura.
In Stiria, Solimano conquistò diverse città ma dovette rinunciare alla presa di Graz e Maribor che non cedettero alla forza ottomana. Il tempo perso a Güns non gli permise di continuare a lungo con le operazioni e, il 18 novembre 1532, fece ritorno a Costantinopoli. Anche l'esito di questa campagna fu festeggiato solennemente: si racconta che nella capitale vi furono ben cinque giorni di cerimonie, tuttavia il sultano non poteva considerarsi pienamente soddisfatto. A conclusione degli eventi, tra gli ottomani e i cristiani venne siglata una tregua, sfociata poi nel trattato di Costantinopoli del 1533; con questa Zápolya manteneva il Regno d'Ungheria, Carlo V salvava i confini e poteva concentrare le sue forze per contrastare la lega di Smalcalda. Solimano, invece, poteva ora volgere il suo sguardo verso la Persia, conscio dell'opportunità di rompere la tregua con i cristiani quando voleva.

### Campagna dei due Iraq

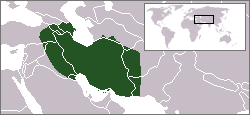
L'Impero Safavide. Confini del 1512

Da secoli, nel mondo musulmano, vi erano contrasti tra gli ottomani e l'impero Safavide con quest'ultimo che governava la Persia e l'odierno Iraq, divisi dalla fede religiosa: sunniti i primi, sciiti i secondi. I discepoli sciiti, o kizilbash, perseguitavano i sunniti nella Mesopotamia, convertivano le moschee e, nel 1508, si erano resi colpevoli della distruzione della tomba di Abū Ḥanīfa al-Nuʿmān, uno dei più importanti teologi sunniti della storia. Erano soliti, inoltre, impedire i collegamenti tra gli Ottomani e i loro alleati Uzbeki. Tale situazione imponeva agli Ottomani di intervenire al più presto. Appena al sultano arrivò il pretesto per reclamare il possesso di Baghdad decise di attaccare l'impero rivale e a Ibrahim, nell'autunno del 1533, arrivò l'ordine di mettersi a capo dell'esercito per dirigersi verso l'Azerbaigian persiano dove, il 16 luglio dell'anno seguente, conquistò Tabriz. Era incominciata quella che verrà conosciuta come "campagna dei due Iraq".
Due mesi più tardi, dopo un viaggio che lo vide attraversare da trionfatore le varie città, Solimano raggiunse il suo gran visir e insieme a lui mosse verso la capitale della Persia, quella Baghdad che a lungo era stata uno dei centri più importanti dell'Islam e sede del califfato ma che a quell'epoca già da secoli in decadenza. L'esercito che prese parte a tale spedizione era enorme: si racconta che fosse composto da circa 200 000 uomini, comportando non poche difficoltà logistiche e di approvvigionamento, difficoltà accentuate dall'incombere della cattiva stagione.

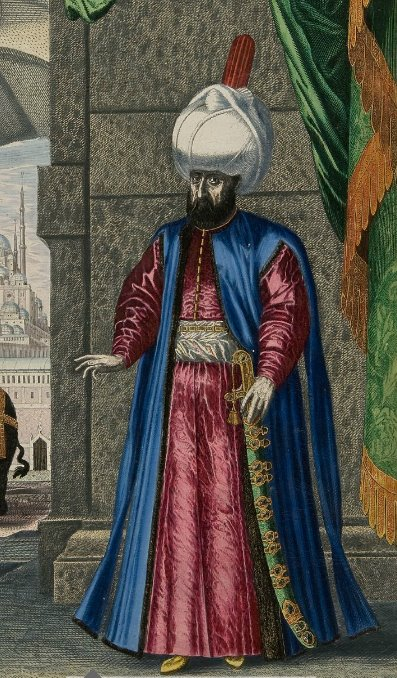
Solimano in una miniatura di Melchior Lorck

All'avvicinarsi dell'esercito ottomano, lo scià rifiutò lo scontro diretto ed evacuò la città; il 4 dicembre 1543, Solimano poté così entrare senza combattere e considerarsi quindi legittimo successore dei califfi e un campione del sunnismo. Con l'annessione di Baghdad all'Impero ottomano, la città conoscerà una nuova stagione di crescita e prosperità. Trascorso l'inverno a Baghdad, il 2 aprile del 1545 Solimano con il suo esercito intraprese un difficile viaggio che in tre mesi lo condusse nuovamente a Tabriz dove si insediò nel palazzo dello scià. Come era accaduto nella passata campagna di Ungheria, quando Solimano aveva cercato lo scontro diretto con Carlo V, nello stesso modo confidava nel poter confrontarsi con lo scià; ma anche lui, come aveva fatto Carlo, si era sottratto da un impatto contro un esercito così forte, preferendo una strategia  attendista. Così le ben note difficoltà logistiche dell'esercito ottomano, che si trovava ben distante dalle proprie basi di rifornimento, lo costrinsero ad abbandonare l'idea di inseguire l'esercito dello scià, ben più mobile e a suo agio nella regione, e di conquistare le città sante di Qom e di Kashan. Solimano dette allora l'ordine di rientrare a Costantinopoli, dove giunse nei primi giorni di gennaio 1536. La campagna aveva visto la perdita di oltre 30 000 uomini, soprattutto per fame e malattie, ma aveva consacrato il sultano agli occhi dei suoi contemporanei correligionari come un grandissimo conquistatore che aveva fatto trionfare il sunnismo sull'eresia scita; l'impero ora si estendeva dalle porte di Vienna a Baghdad.
Pochi giorni dopo il termine della spedizione accadde un fatto su cui gli storici si interrogano ancora oggi. Il 15 marzo 1536 il gran visir Pargali Ibrahim Pascià venne trovato morto assassinato nella sua stanza da letto al palazzo di Topkapi. Fu certamente lo stesso Solimano a ordinare la sua esecuzione; i motivi che spinsero il sultano a tale scelta sono sconosciuti e sono state formulate solamente delle teorie: il sospetto che fosse artefice di una congiura o il risultato di una richiesta di Roxelana che vedeva in Ibrahim un rivale di potere, sono le ipotesi più accreditate. Sta di fatto che Solimano si dovette pentire di aver fatto uccidere il suo miglior amico, compagno di successi e ottimo stratega.

### Nordafrica e Mediterraneo

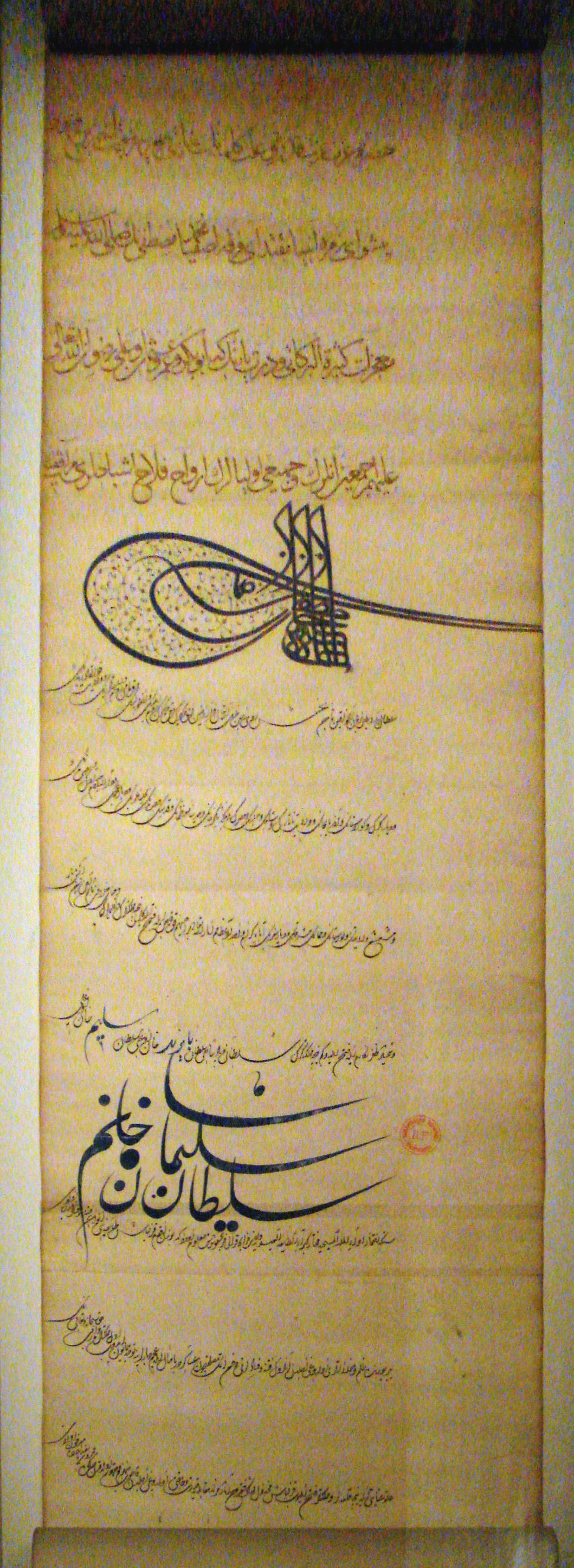
Lettera di Solimano a Francesco I di Francia del 1536, con la quale informa il sovrano francese della felice campagna in Iraq e acconsente alla permanenza dell'ambasciatore Jean de La Forêt alla corte ottomana

Dopo le campagne danubiane e persiane, Solimano incominciò a guardare al Mediterraneo, all'epoca sotto controllo delle marine della Repubblica di Venezia e di Ragusa. Nonostante alcuni successi come quelli colti a Rodi o in Egitto, la flotta ottomana non era temibile come lo erano le sue forze terrestri, tuttavia la disponibilità di porti in posizioni strategiche e di efficienti arsenali fornivano agli ottomani le potenzialità di imprimere l'autorità anche sul mare. Il personaggio chiave della riorganizzazione della marina ottomana fu, come lo fu il coevo Andrea Doria per gli spagnoli, il corsaro Khayr al-Dīn, conosciuto in Europa come "il Barbarossa". Figlio di un vasaio greco di Mitilene, grazie alle sue scorrerie nel Mediterraneo acquistò ben presto una grande fama che lo porta alla fine del 1533 a fare il suo ingresso trionfale a Costantinopoli dove viene nominato kapudanpaşa (equivalente di grande ammiraglio) della flotta ottomana e governatore (Bey) delle isole. Forte del prestigioso titolo, in pochi mesi organizza la flotta di Solimano, mentre questi era occupato in Persia, pronto a dare battaglia alle potenze navali cristiane.

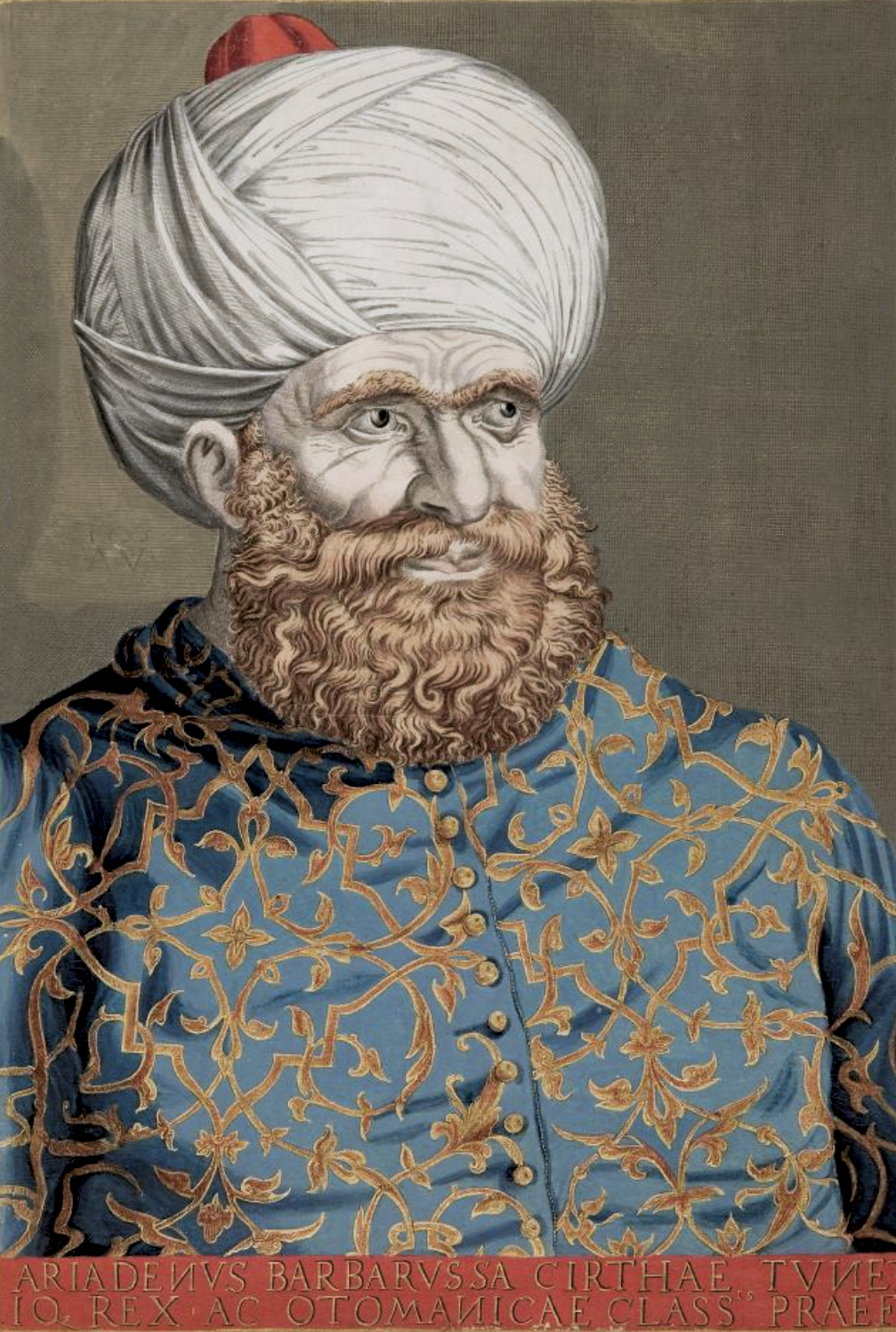
Khayr al-Dīn, detto il Barbarossa, kapudanpaşa della flotta

Come prima azione, Barbarossa conquistò Tunisi, in quel momento in mano alla dinastia hafside. Tuttavia, nel luglio 1535 la città verrà a sua volta conquistata da Carlo V che, preoccupato dell'espansione ottomana nel Mediterraneo, aveva personalmente preso il comando in una controffensiva considerata dai contemporanei una crociata insieme a Doria. Nonostante la grande vittoria dei cristiani, la flotta del Barbarossa subì solo marginali perdite e fu in grado, pochi mesi più tardi, di attaccare le Baleari e Valencia, saccheggiandole. Convinto delle possibilità di successo sul mare lo stesso sultano sovrintese i lavori di armamento di una nuova flotta che si protrassero per tutto il 1536 nei cantieri del corno d'oro.
Il 17 maggio 1537 Solimano, accompagnato dai figli Selim e Mehmed, giunse a Valona, nell'attuale Albania, con il progetto di attaccare Brindisi, mentre l'alleato Francesco I di Francia muoveva alla conquista di Genova e Milano. Alla spedizione avrebbero partecipato, come comandanti della flotta, Lütfi Pasha e Barbarossa. Il piano però non ebbe attuazione, in quanto il re di Francia infranse gli accordi e attaccò nelle Fiandre e in Piccardia. Nel frattempo, un attacco da parte di alcune galee veneziane a una delegazione diplomatica ottomana in viaggio, dette a Solimano il pretesto per cambiare obiettivo e dirigersi verso Corfù, importante base della Serenissima.
Le operazioni per l'assedio della città ebbero inizio ad agosto dello stesso anno e fu il primo atto di quella che viene definita come terza guerra turco-veneziana facente parte del più ampio scenario delle guerre turco-veneziane. Nonostante Solimano potesse contare sulla forza di 25 000 uomini e 320 navi, la resistenza dei veneziani si dimostrò alquanto tenace, in particolare l'artiglieria dei difensori fu determinante per far decidere al sultano di ritirarsi. La tradizione vuole che Solimano, dopo aver constatato la perdita di due galee, avesse dichiarato che «la vita di un solo musulmano non può essere pagata con la conquista di mille fortezze».

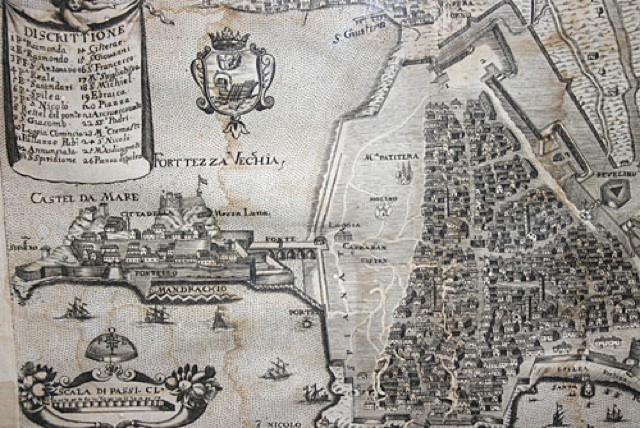
Corfù all'epoca del fallito assedio

Tornato a Costantinopoli, il sultano affidò a Barbarossa la missione di combattere contro i veneziani stanziati nelle isole del mar Egeo al fine di scacciarli. Durante le due campagne militari che seguirono, il kapudanpaşa conseguì un successo dopo l'altro, annoverando tra le varie conquiste, le isole di Siro, Patmo, Egina, Paro, Andro, Skiathos, Sciro, Serifo. Il 28 settembre 1538 Barbarossa sconfisse la Lega Santa promossa da papa Paolo III nella battaglia di Prevesa. Alla fine delle operazioni, 25 isole veneziane caddero o vennero saccheggiate mentre migliaia di cristiani erano stati fatti prigionieri. Il 20 ottobre 1540 venne siglata una pace in cui gli ambasciatori di Venezia si accordarono con Solimano per pagare 300 000 ducati come indennità di guerra e abbandonare definitivamente le isole conquistate dal Barbarossa, a cui si aggiunsero Nauplia e Malvasia.
Nell'ottobre dell'anno successivo Carlo V tentò di arginare i successi ottomani guidando una spedizione verso Algeri che tuttavia si rivelò disastrosa per i cristiani. Solimano si trovava così a essere signore assoluto del Mediterraneo, primato che gli ottomani mantennero per oltre trent'anni.

### Successione al trono di Ungheria

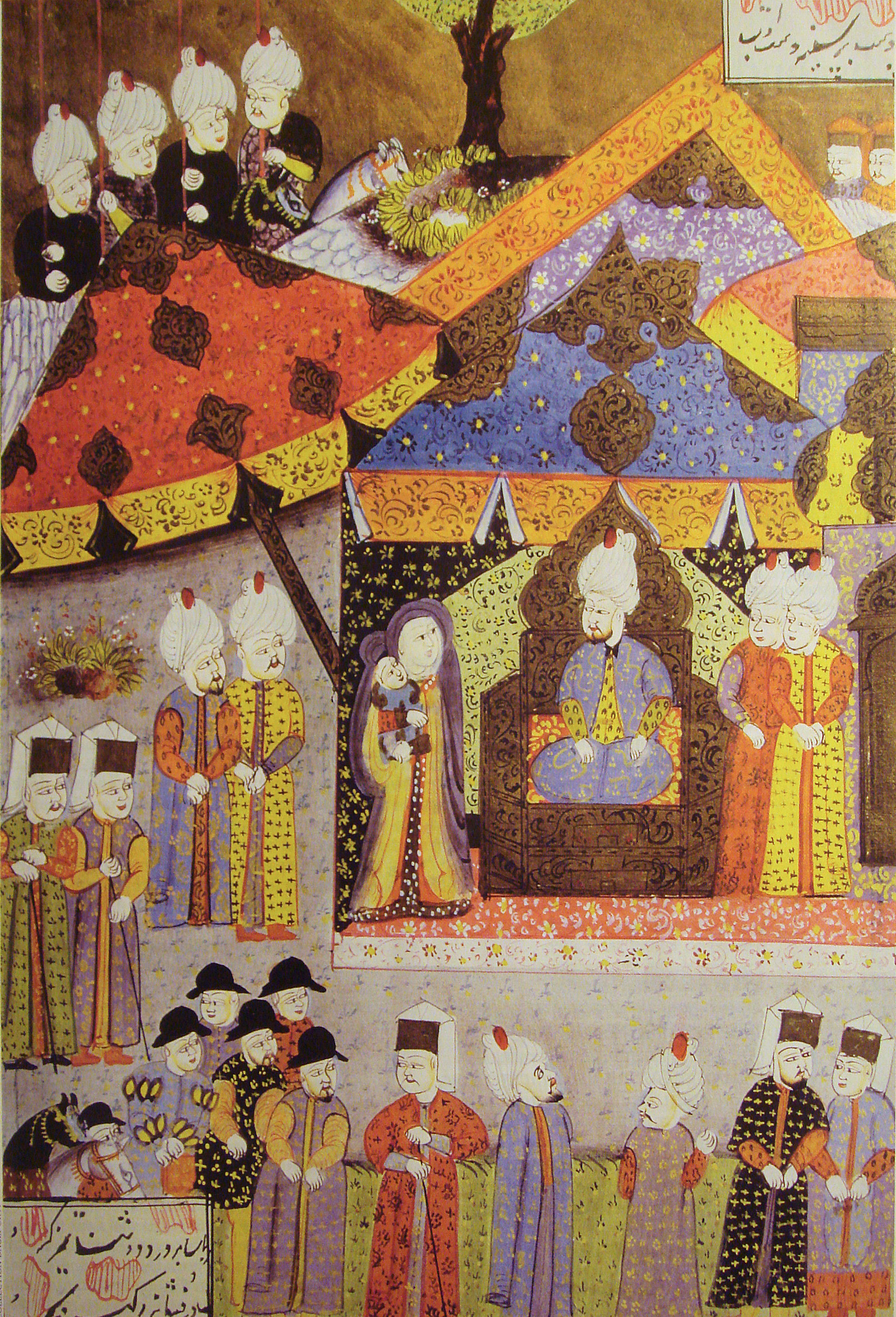
Isabella Jagiełło presenta il figlio, il futuro Giovanni II d'Ungheria, a Solimano

Nel 1539 era morto di peste il gran visir Ayas Mehmed Pasha, succeduto alla più alta carica della Sublime porta dopo l'assassinio di Ibrahim Pascià, e il sultano decise di nominare al suo posto Lütfi Pasha, suo cognato e generale dell'esercito ottomano che annoverava origini albanesi.
Il sultano non aveva fatto in tempo a siglare la pace con Venezia che già doveva tornare a volgere la sua attenzione verso l'Ungheria da dove arrivavano notizie preoccupanti. A luglio 1540 Zápolya era morto quindici giorni dopo aver avuto un figlio da Isabella Jagiełło, figlia di re Sigismondo I di Polonia. Nonostante Solimano ritenesse che il bambino fosse il legittimo successore, venne alla luce un accordo segreto che Zápolya aveva stipulato nel 1538 in cui dichiarava che alla sua morte l'Ungheria sarebbe tornata a Ferdinando d'Asburgo in cambio del suo riconoscimento al trono fintantoché fosse stato in vita. Per Solimano questo accordo era inaccettabile poiché stipulato prima della nascita del figlio, mentre Ferdinando asseriva che il bambino non fosse il figlio di Isabella e quindi invase l'Ungheria.
Così, Isabella e il figlio Giovanni abbandonarono Buda per chiedere aiuto a Solimano che dovette, pertanto, mettersi nuovamente in strada in direzione dell'Ungheria. Questa volta l'esercito ottomano incontrò una flebile resistenza sul suo cammino e, rafforzato dalle truppe messe in campo da Isabella, assediò Buda sconfiggendo le difese guidate da Wilhelm von Roggendorf scacciando gli imperiali che lasciarono sul campo 16 000 uomini. Il 2 settembre 1541, il sultano accompagnato dal figlio Şehzade Bayezid e dal gran visir Hadım Suleiman Pascià (da pochi mesi subentrato a Lütfi Pasha) entrò con grandi onori in città e, come era sua consuetudine, si recò in una chiesa nel frattempo trasformata in moschea a pregare. Come prima cosa dette la sua parola a Isabella che il giovane figlio Giovanni avrebbe regnato sull'Ungheria non appena raggiunta l'età necessaria, quindi fece ritorno a Costantinopoli.

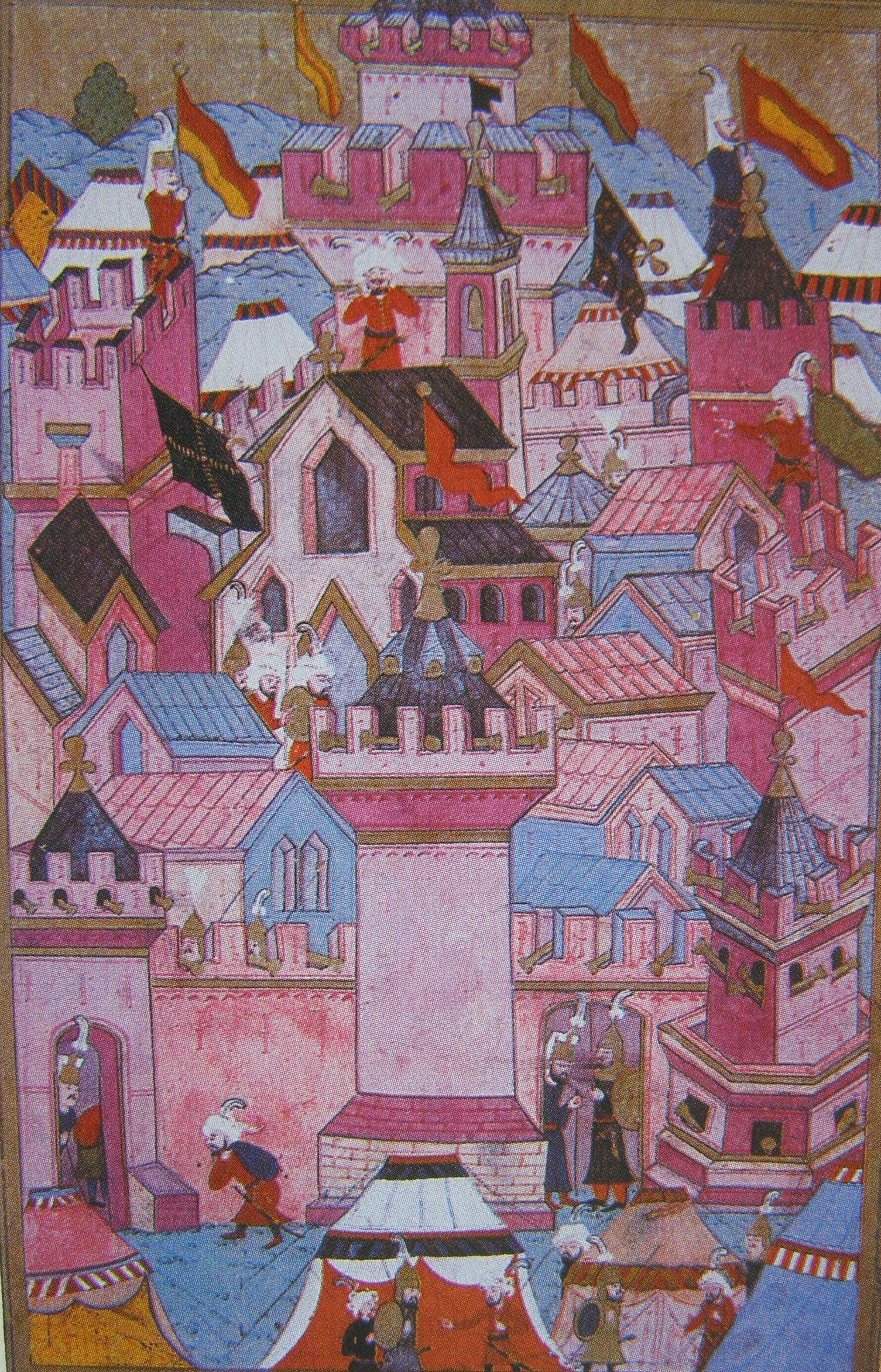
L'assedio di Esztergom del 1543 in un manoscritto ungherese

Ma non passarono nemmeno due anni che dovette partire nuovamente per la sua ottava campagna in Ungheria. Infatti Ferdinando, forte di un momento di tranquillità sul fronte interno con i protestanti, aveva nuovamente mosso pretese verso il trono di Ungheria proponendo a Solimano di essere riconosciuto re in cambio di un tributo annuale di 100 000 ducati. Al sultano, che non intendeva assolutamente accettare l'offerta, non rimase altro che lasciare la capitale, il 23 aprile 1543, per dare guerra all'Asburgo. Anche questa volta la campagna ebbe inizio nel modo migliore per gli ottomani che presero una dietro l'altra le fortezze della Slavonia e dell'Ungheria fedeli a Ferdinando. Dopo essere entrato nuovamente a Buda, l'esercito ottomano si diresse subito a nord per assediare Esztergom che cadde dopo circa due settimane anche grazie all'aiuto dell'artiglieria francese offerta dal re Francesco I.
Il nuovo successo colto contro i cristiani metteva fine alle ambizioni di Ferdinando sull'Ungheria che rimarrà nelle mani degli ottomani fino al 1686. A questo successo fecero seguito lunghe trattative che sfociarono in una pace stipulata il 13 giugno del 1547 tra gli ottomani e il Sacro Romano Impero. Solimano non poteva comunque ritenersi del tutto soddisfatto, poiché non era riuscito ancora a scontrarsi in campo aperto contro l'imperatore Carlo V e la morte di Francesco I, avvenuta il 31 marzo 1547, rendeva questo obiettivo improbabile nel futuro, essendogli mancato un fondamentale alleato sullo scacchiere europeo. Per lui era ora di guardare nuovamente alla Persia.

### Seconda campagna persiana
Agli inizi del 1548 Solimano lasciò ancora una volta Costantinopoli per mettersi in marcia con il suo esercito per raggiungere la Persia. Nonostante il successo colto nella sua prima spedizione, la sua autorità era in pericolo: diversi vassalli si erano dimostrati infedeli e la propaganda dei safavidi a favore dello sciismo continuava a fare proseliti in Anatolia.
La prima azione, una volta giunto sul teatro delle operazioni, fu assediare Van, da poco tornata nelle mani dello Scià Tahmasp I dopo averla persa nel 1534. Presa Van intorno alla fine di agosto, il sultano decise di riparare ad Aleppo per svernare. Nello stesso momento, l'esercito ottomano occupò altre fortezze del luogo mentre il figlio dello scià Suleiman Mirza, passato tra le file degli ottomani, devastò l'Iran occidentale fino a quando venne catturato e successivamente ucciso. Trascorso l'inverno, l'esercito turco spostò verso Erzurum mentre il gran visir Rüstem Pascià continuò a sottomettere fortezze safavidi tra Kars e Artvin.
La campagna fu un successo che ribadì l'autorità ottomana sulla Persia, ma Solimano non era riuscito nemmeno questa volta a chiudere i conti definitivamente con la dinastia Safavide, obbligandolo pochi anni più tardi a prendere nuovamente la via della Persia per una terza campagna.

### Il problema della successione

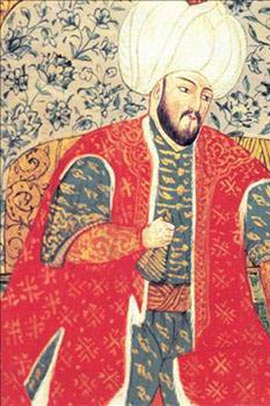
Şehzade Mustafa, figlio di Solimano e di Mahidevran

Solimano ebbe dalle sue due consorti, Mahidevran e Hürrem, sei figli maschi, quattro dei quali sopravvissero oltre il 1550: il più vecchio Şehzade Mustafa era figlio di Mahidevran, mentre i più giovani Selim, Bayezid e Cihangir li aveva avuti da Hürrem. Hürrem era consapevole che se Mustafa fosse diventato sultano, i suoi stessi figli sarebbero stati uccisi per strangolamento, una consuetudine nella dinastia ottomana. Infatti, almeno fino al regno di Ahmed I, all'impero mancava qualsiasi mezzo formale per regolare le successioni e pertanto spesso ci si affidava alla crudele pratica di mettere a morte i principi in competizione al fine di evitare disordini e ribellioni. Inoltre, il figlio di Mahidevran era riconosciuto unanimemente come il più talentuoso di tutti i fratelli e godeva dell'appoggio del potente Pargalı İbrahim Pasha, a quel tempo gran visir dell'impero, nonché dell'esercito e in particolare dei giannizzeri. L'ambasciatore austriaco Ogier Ghiselin de Busbecq notò che «Solimano ha tra i suoi figli un figlio chiamato Mustafa, meravigliosamente ben educato e prudente e di un'età da governare, dato che ha 24 o 25 anni; che Dio non permetta mai a un saraceno di tale forza di avvicinarsi a noi», inoltre continuò a parlare dei "notevoli doni naturali" di Mustafa. Si ritiene che Hürrem, almeno in parte, sia responsabile degli intrighi intercorsi per la nomina del successore al sultanato; sebbene fosse la moglie del sultano, ella non aveva alcun ruolo pubblico ufficiale ma ciò non le impedì di esercitare una forte influenza politica. Nel tentativo di evitare l'esecuzione dei suoi figli, Hürrem molto probabilmente utilizzò il suo ascendente sul marito per eliminare coloro che sostenevano l'ascesa di Mustafa.

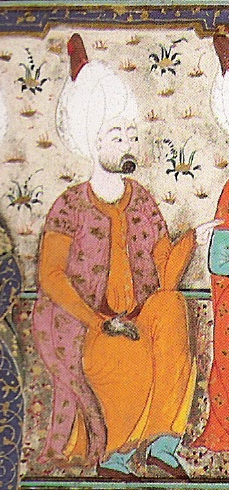
Miniatura probabilmente raffigurante il gran visir Rüstem Pasha

Così, nelle lotte per il potere apparentemente istigate da Hürrem, Solimano fece assassinare Ibrahim e lo sostituì con il genero, Rüstem Pasha. Nel 1552, quando incominciò la terza campagna contro la Persia e Rüstem venne nominato comandante in capo della spedizione, ebbero inizio gli intrighi contro Mustafa. Rüstem mandò uno degli uomini più fidati del sultano a riferire che i soldati ritenevano che fosse giunto il momento di mettere un principe più giovane sul trono, poiché il sultano non aveva condotto l'esercito personalmente; allo stesso tempo vennero diffuse voci secondo le quali Mustafa si era dimostrato favorevole all'idea. Irritato da ciò e ritenendo che Mustafa ordisse contro di lui per ottenere il trono, nell'estate seguente durante il ritorno dalla sua campagna in Persia, Solimano convocò il figlio nella sua tenda presso la valle di Ereğli affermando che avrebbe «potuto liberarsi dei crimini di cui è stato accusato e non avrebbe avuto nulla da temere se fosse venuto».

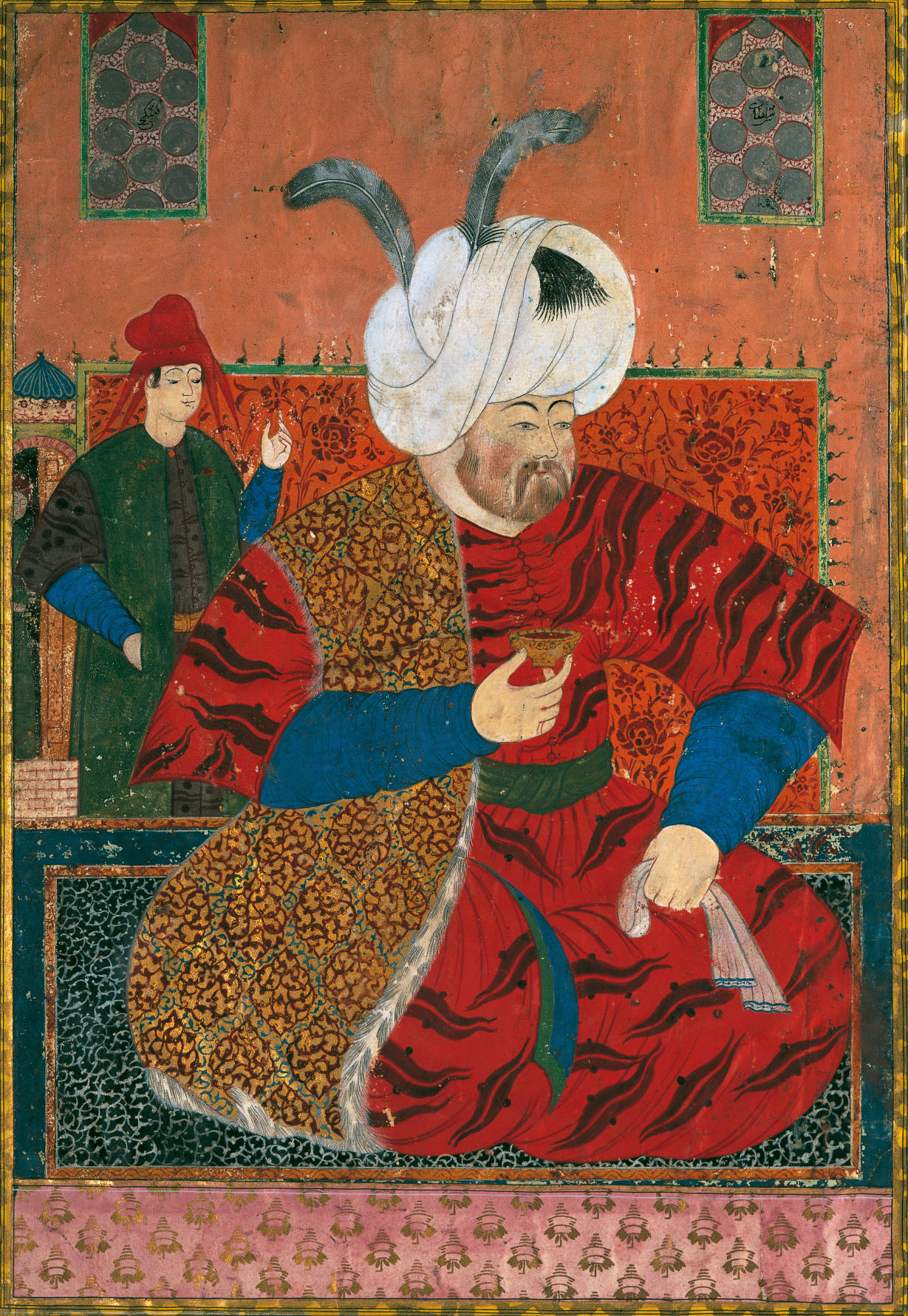
Selim, unico figlio maschio sopravvissuto e futuro successore di Solimano

Mustafa si trovò di fronte a una scelta: o comparire davanti a suo padre con il rischio di essere ucciso o, se si fosse rifiutato, di essere accusato di tradimento. Alla fine, Mustafa scelse di entrare nella tenda di suo padre, fiducioso che il sostegno dell'esercito lo avrebbe protetto. Busbecq, che afferma di aver ricevuto un resoconto da un testimone oculare, descrisse gli ultimi momenti di Mustafa. Mentre Mustafa entrava nella tenda di suo padre, gli eunuchi lo attaccarono mentre si difendeva coraggiosamente. Il padre, separato dalla lotta solo dai tendaggi di lino della tenda, scrutò attraverso la sua tenda e «rivolse sguardi feroci e minacciosi ai muti, e con gesti minacciosi rimproverò severamente la loro esitazione. Quindi, i muti nel loro allarme, raddoppiando i loro sforzi, scagliarono Mustafa a terra e, gettandogli la corda attorno al collo, lo strangolarono». Il popolo ottomano accolse negativamente la notizia dell'assassinio di Mustafa, i giannizzeri accusarono Solimano di aver «spento il sole più luminoso»; poeti e scrittori celebrarono il giovane principe a cui dedicarono elegie e opere.
Si dice che Cihangir sia morto di dolore pochi mesi dopo la notizia dell'omicidio del suo fratellastro. Ai due fratelli sopravvissuti, Selim e Bayezid, fu dato il comando in diverse parti dell'impero. Nel giro di pochi anni, tuttavia, scoppiò tra di loro una guerra civile, ciascuno di essi supportato dalle forze leali. Con l'aiuto dell'esercito del padre, Selim sconfisse Bayezid a Konya nel 1559, portando quest'ultimo a cercare rifugio presso i safavidi insieme ai suoi quattro figli. A seguito di scambi diplomatici, il sultano chiese allo Scià Tahmasp I che Bayezid fosse estradato o giustiziato. Nel 1561, in cambio di grandi quantità di oro, lo scià permise a un sicario turco di strangolare Bayezid insieme a tutti i suoi figli, aprendo di fatto la strada per la successione di Selim al trono che avverrà cinque anni più tardi.

### Terza campagna persiana

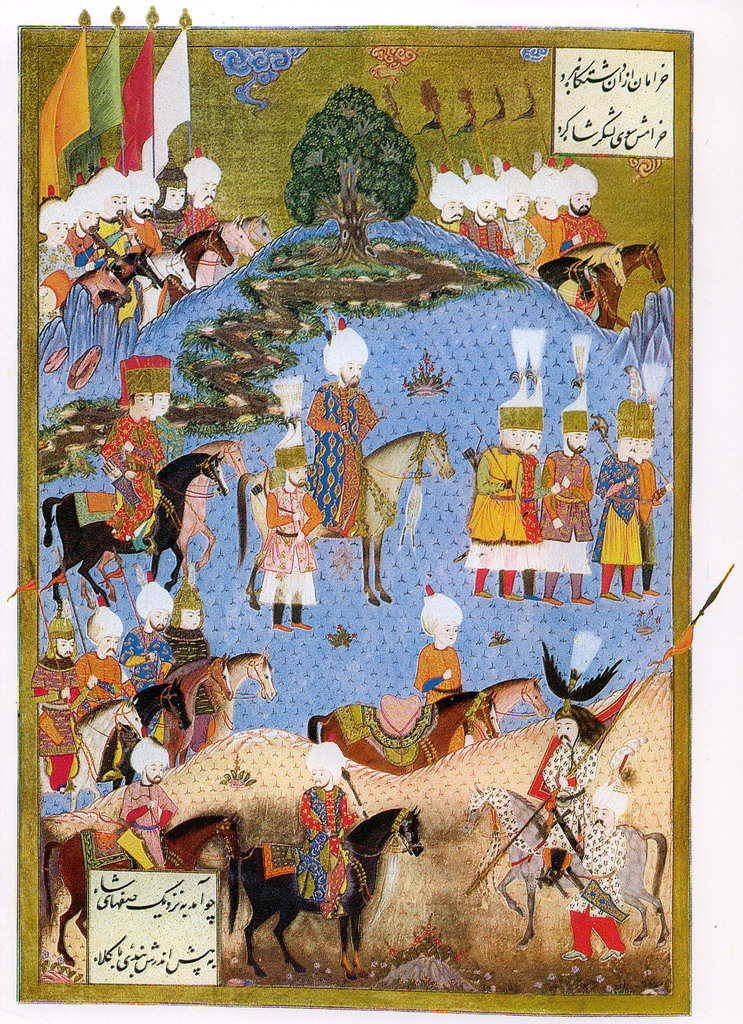
Solimano alla guida dell'esercito nel 1554

I tragici fatti legati alla successione si svolsero, come detto, sullo sfondo di quella che verrà conosciuta come la terza campagna di Persia, l'ultima combattuta da Solimano. Le operazioni erano incominciate nel 1552 quando il gran visir Rustem Pasha, al comando dell'esercito, si diresse verso l'Anatolia raggiungendo Carmania dove si fermò per passare la cattiva stagione. Fu in questa occasione che Rustem incominciò la sua trama contro il principe Mustafa, di cui si è già detto, facendo in mondo che l'estate seguente Solimano, per dimostrare di essere ancora lui a capo dell'Impero, si mettesse anch'egli alla testa di un esercito per raggiungere il gran visir e partecipare alla campagna.
Compiuta l'esecuzione del figlio Mustafa, il sultano si diresse verso Aleppo per acquartierarsi. L'entrata nella città, attualmente parte della Siria, fu trionfale e fastosa. L'esploratore inglese Anthony Jenkinson raccontò con dovizia di particolari che il corteo fu aperto da 6 000 cavalieri leggeri Sipahi, vestiti di rosso scarlatto seguiti da 10 000 tributari, in abiti di velluto giallo, a loro volta seguiti da 4 capitani, ciascuno alla testa di 12 000 armati; poi 16 000 giannizzeri vestiti di viola, mille paggi d'onore e tre uomini su cavalli bianchi; quindi il sultano «nella sua sfolgorante maestà» seguito dai grandi dignitari e 4 000 cavalieri armati che chiudevano il corteo.
In primavera, dopo aver spedito allo Scià Tahmasp I un ultimatum in cui gli chiedeva di rientrare nel sunnismo a cui seguì una scontata risposta negativa, Solimano dette inizio alle operazioni militari che comportarono devastazioni in tutta la regione di Erevan. La violenta offensiva ottomana spinse lo scià a chiedere la fine delle ostilità; il sultano accettò l'offerta e da ciò scaturì la pace di Amasya, stipulata il 29 maggio 1555, in cui si ridisegnavano i confini tra i due imperi con lo scià che riconosceva la conquiste ottomane ma in cui Solimano consentiva ai pellegrini sciiti di raggiungere in sicurezza i luoghi santi dell'Islam sotto il suo controllo. Inoltre, lo scià prometteva che avrebbe fatto cessare le razzie e la propaganda sciita in Anatolia. A seguito di questi accordi, per oltre vent'anni non vi furono più scontri sul fronte persiano.
Contemporaneamente Solimano dovette occuparsi anche di far soffocare una nuova ribellione, una delle più gravi, all'interno del suo impero. Un suddito asserì di essere il principe Mustafa scampato all'omicidio e mise in piedi un nuovo governo illegittimo nell'Anatolia del nord reclutando molti ribelli. Gli insorti vennero fermati dal deciso intervento del principe Bayezid, ma fu chiaro che questi disordini erano un segnale delle cattive condizioni della popolazione contadina, schiacciata dall'inflazione e dalle gravose imposte a cui erano sottoposti. Nell'impero si stava assistendo a una severa crisi monetaria causata dall'arrivo dall'Europa di denaro a basso costo, spesso contraffatto.

### L'insuccesso di Malta

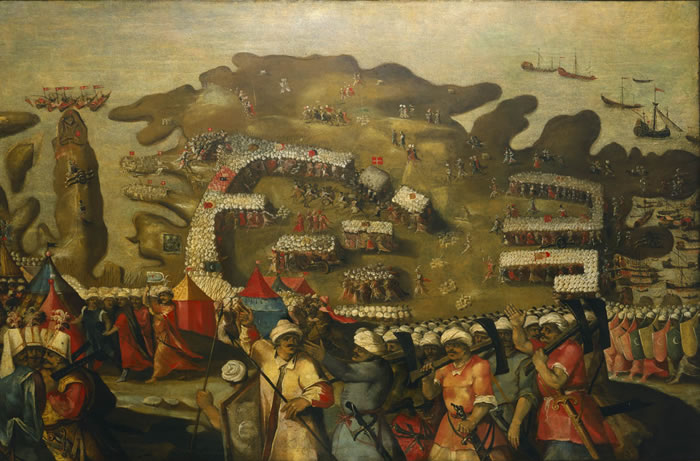
L'assedio di Malta - arrivo della flotta turca

Nel 1530 l'imperatore Carlo V aveva donato ai Cavalieri Ospitalieri, scacciati alcuni anni prima da Rodi per opera di Solimano, l'isola di Malta dove, stabilitisi, ebbero l'occasione di ricostituirsi. Il divan ottomano, preoccupato per le incursioni dei cristiani contro la loro marina, decise di preparare una spedizione per attaccarli nella loro nuova base. La pianificazione della nuova campagna, che coinvolse tutti i cantieri navali del Corno d'Oro, fu lunga e durò fino agli inizi del 1565. Una volta pronta, la flotta che contava oltre duecento navi, tra cui 150 galee in assetto da combattimento, prese il mare ai comandi di Lala Kara Mustafa Pascià. I grandi preparativi però non poterono essere tenuti nascosti e avevano, quindi, messo in allarme i Cavalieri che ebbero il tempo per preparare le difese; la resistenza dell'sola, guidata dal Gran Maestro Jean de la Valette, poteva contare su 8 500 difensori di cui settecento cavalieri.
Il Grande Assedio di Malta ebbe inizio il 18 maggio e ben presto l'isola fu occupata dagli ottomani che però non riuscirono a prendere le strategiche fortezze di Sant'Elmo e Sant'Angelo. Nonostante un incessante bombardamento, gli ottomani non poterono avere la meglio e il 12 settembre si decise di far ripiegare la flotta verso la capitale. La sconfitta, la prima ai tempi di Solimano, costò ai turchi dai 20 000 ai 35 000 uomini, a seconda delle fonti.

### Ultima spedizione e morte

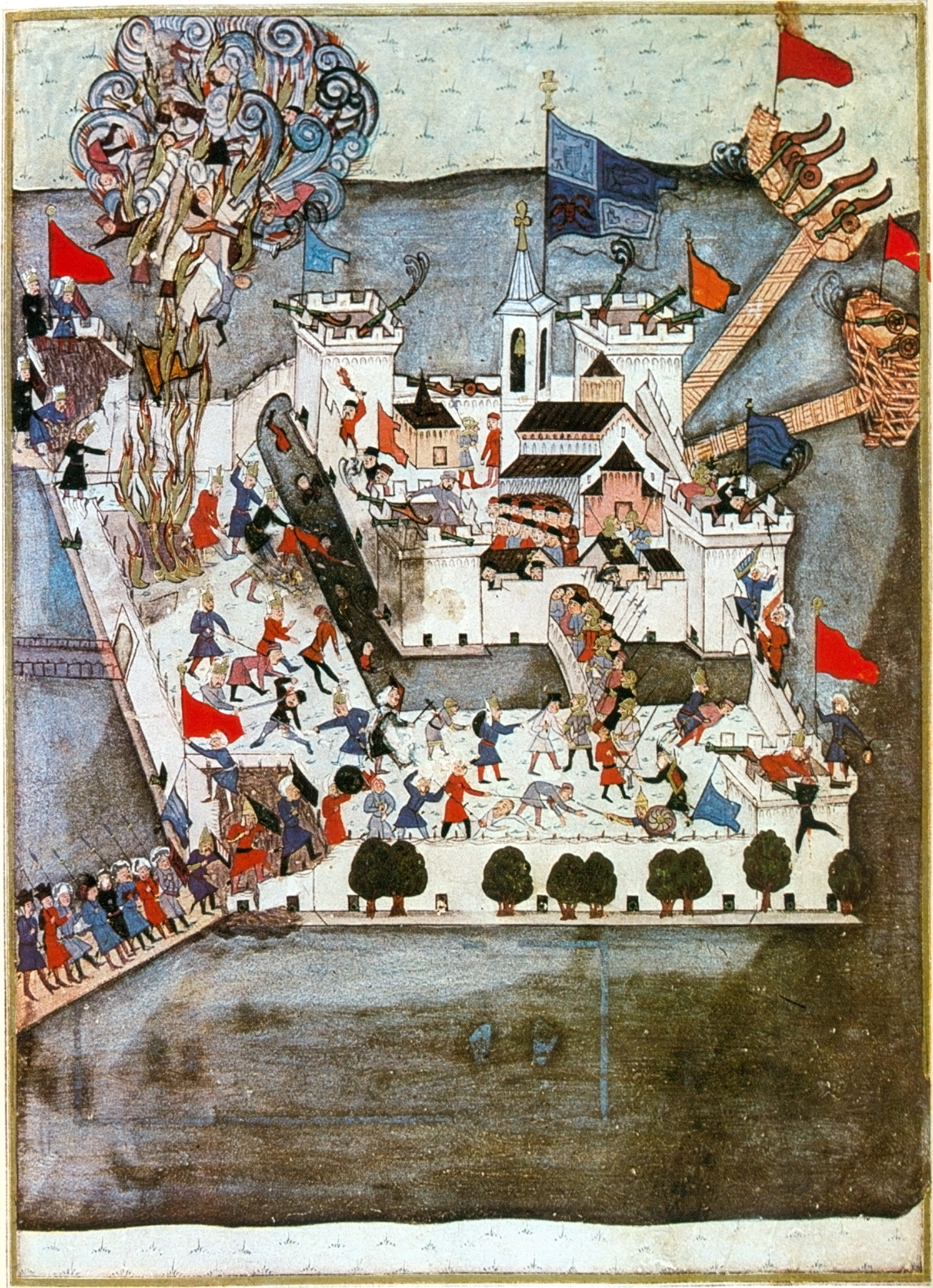
Assedio di Szigetvár

Nel 1566 Solimano aveva 72 anni, di cui 46 trascorsi al governo dell'impero; l'anziano sultano soffriva di gotta che lo costringeva a muoversi su una carrozzella. Massimiliano II d'Asburgo era succeduto al padre Ferdinando I sul trono del Sacro Romano Impero e aveva portato nuova linfa alle pretese asburgiche sui paesi danubiani, riaprendo la questione sulla Transilvania accantonata da alcuni anni a seguito delle vittorie ottomane.
Il 1º maggio 1566 il sultano lasciò Costantinopoli a capo di una delle più grandi armate che avesse mai comandato, si parla di 300 000 soldati dotati di un'imponente artiglieria, per la sua tredicesima campagna militare. Erano oltre dieci anni che non prendeva personalmente parte a una spedizione e per questo era criticato, sia dai visir sia dalla gente comune, in quanto si riteneva che per il capo degli ottomani fosse un dovere combattere continuamente per espandere i confini dell'Islam ai danni degli infedeli. Secondo le informazioni, la campagna sarebbe stata semplice, senza che probabilmente vi fosse nemmeno la necessità di scontrarsi o quasi.
Tuttavia, la malattia lo aveva profondamente debilitato, non riusciva più a salire a cavallo ed era costretto a seguire le truppe solo grazie a una vettura. Dopo una marcia rallentata da cause naturali, durata 49 giorni, Solimano fece il suo arrivo a Belgrado per poi proseguire per Zemun dove venne accolto da Giovanni Sigismondo con grande fasto.

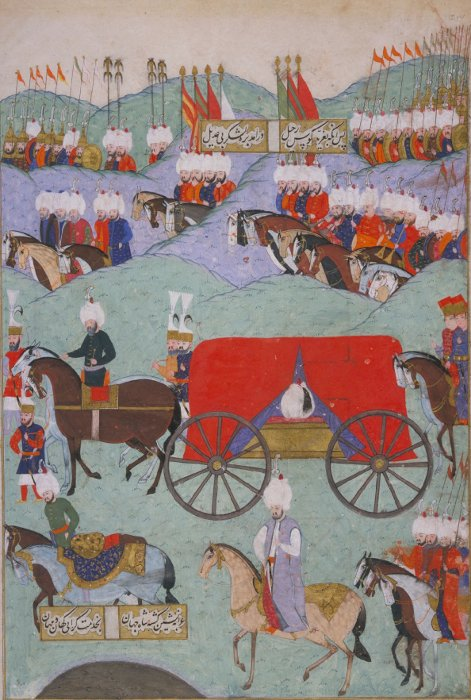
Il corteo funebre di Solimano

Dopo avergli conferito il potere sui territori posti tra Tibisco e la Transilvania, il sultano si diresse verso Szigetvár, che mise sotto assedio a partire dal 6 agosto. I combattimenti continueranno fino all'8 settembre, ma Solimano non poté vederne la fine: morì infatti nella sua tenda nella notte tra il 5 e il 6 settembre. Per evitare disordini nell'esercito, ancora impegnato nella campagna, il gran visir Sokollu decise di mantenere segreta la notizia della scomparsa del sovrano, almeno fino a quando il successore Selim non fosse giunto davanti al feretro del padre. In quel momento, l'unico principe rimasto si trovava a Kütahya dove era governatore e, appena messo al corrente partì per raggiungere Sokollu. Nell'attesa il gran visir impedì a tutti di entrare nella tenda ove si trovava il corpo di Solimano e dava alle truppe ordini come se provenissero dallo stesso sultano oramai defunto. Il riserbo venne mantenuto anche quando l'esercito si mise in marcia per il ritorno a Costantinopoli a seguito della fine delle operazioni nella regione transdanubiana. Solo quando il corteo si trovò nei pressi di Belgrado giunse Selim e allora la notizia poté essere diffusa.
Il corpo imbalsamato del sultano venne riportato a Costantinopoli per essere sepolto a fianco di Roxelana nel mausoleo sorto vicino alla moschea Süleymaniye, mentre il suo cuore, il fegato e alcuni altri organi vennero sepolti a Turbék, fuori Szigetvár, dove venne eretto un cenotafio che divenne un luogo sacro e meta di pellegrinaggi. Nel giro di un decennio vennero realizzate una moschea e un ospizio sufi vicino e diverse decine di soldati vennero messi a presidiare il luogo. Della cerimonia funebre del grande sultano nessuno storico ne tramandò un ricordo; dovette essere molto semplice, come era di consuetudine nell'Islam.

## Aspetto fisico e personalità

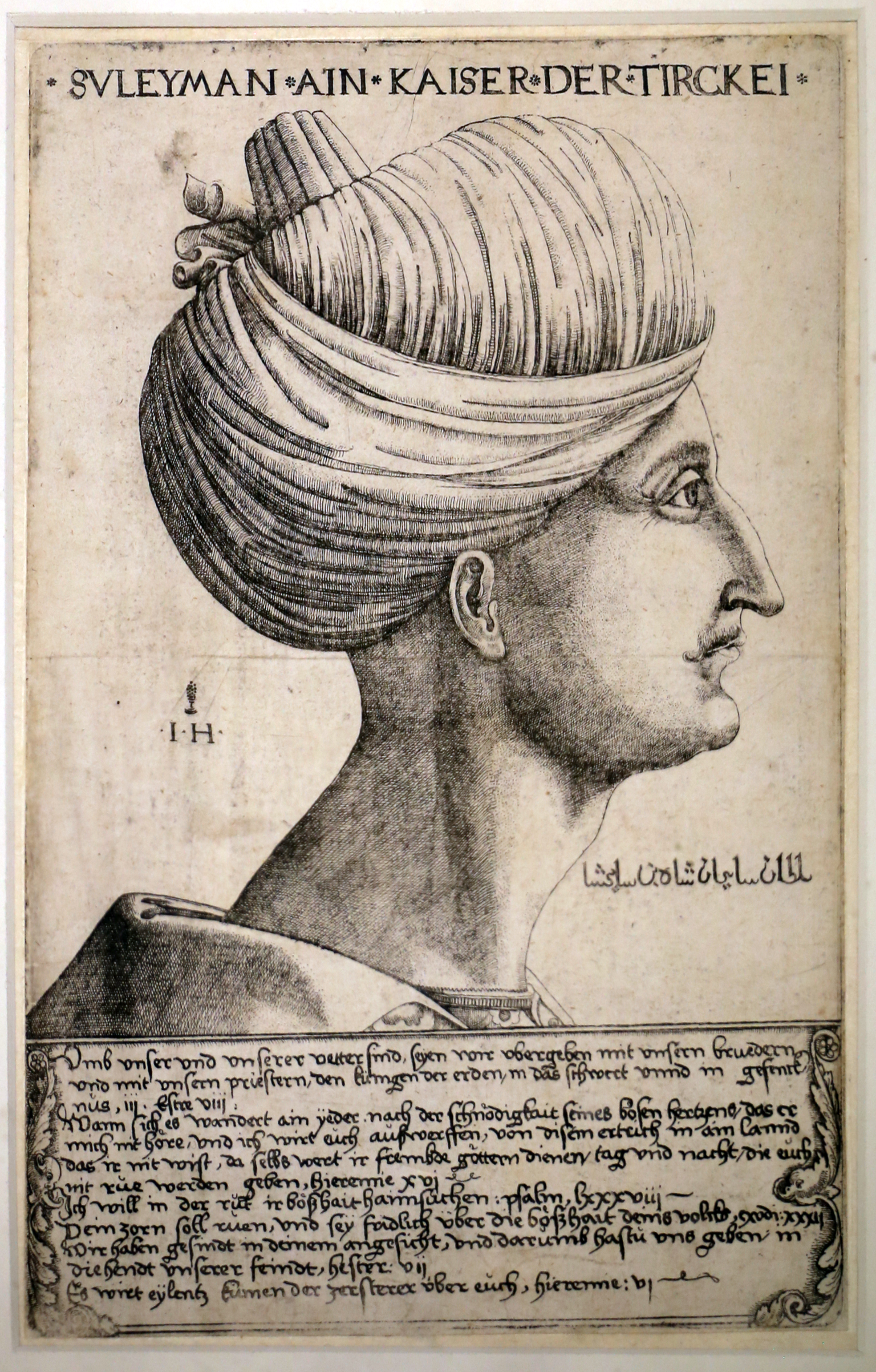
Ritratto ad acquaforte del giovane Solimano, Hieronymus Hopfer (1526 circa)

Il diplomatico veneziano Bartolomeo Contarini ci ha lasciato una delle prime descrizioni dell'aspetto di Solimano, nell'epoca in cui divenne sultano: «ha solo venticinque anni [in realtà 26], alto e magro ma duro, con una faccia sottile e ossuta. I peli sul viso sono evidenti, ma solo a malapena. Il sultano appare amichevole e di buon umore. Si dice che Solimano abbia un nome appropriato, che si diverta a leggere, che sia ben informato e che abbia un buon senso». Una prima immagine disegnata è invece opera di Albrecht Dürer del 1526 il quale, tuttavia, non incontrò mai il sultano ottomano ma si basò sulle descrizioni di mercanti veneziani che erano stati a Costantinopoli. La bontà della rappresentazione di Dürer è comunque confermata dalle similitudini con il disegno fatto da Hieronymus Hopfer; in entrambi i casi il grande sultano appare con un collo allungato, naso arcuato e orecchie piccole; tratti somatici che ricordano fortemente l'aspetto del bisnonno Maometto II come tramandato dal celebre ritratto di Gentile Bellini. Una descrizione più tarda, risalente agli anni della maturità, lo descrive come un "uomo giovanile, esile e assai fragile, ma la sua mano è molto forte e lo si dice capace di tirare con l'arco meglio di tutti".

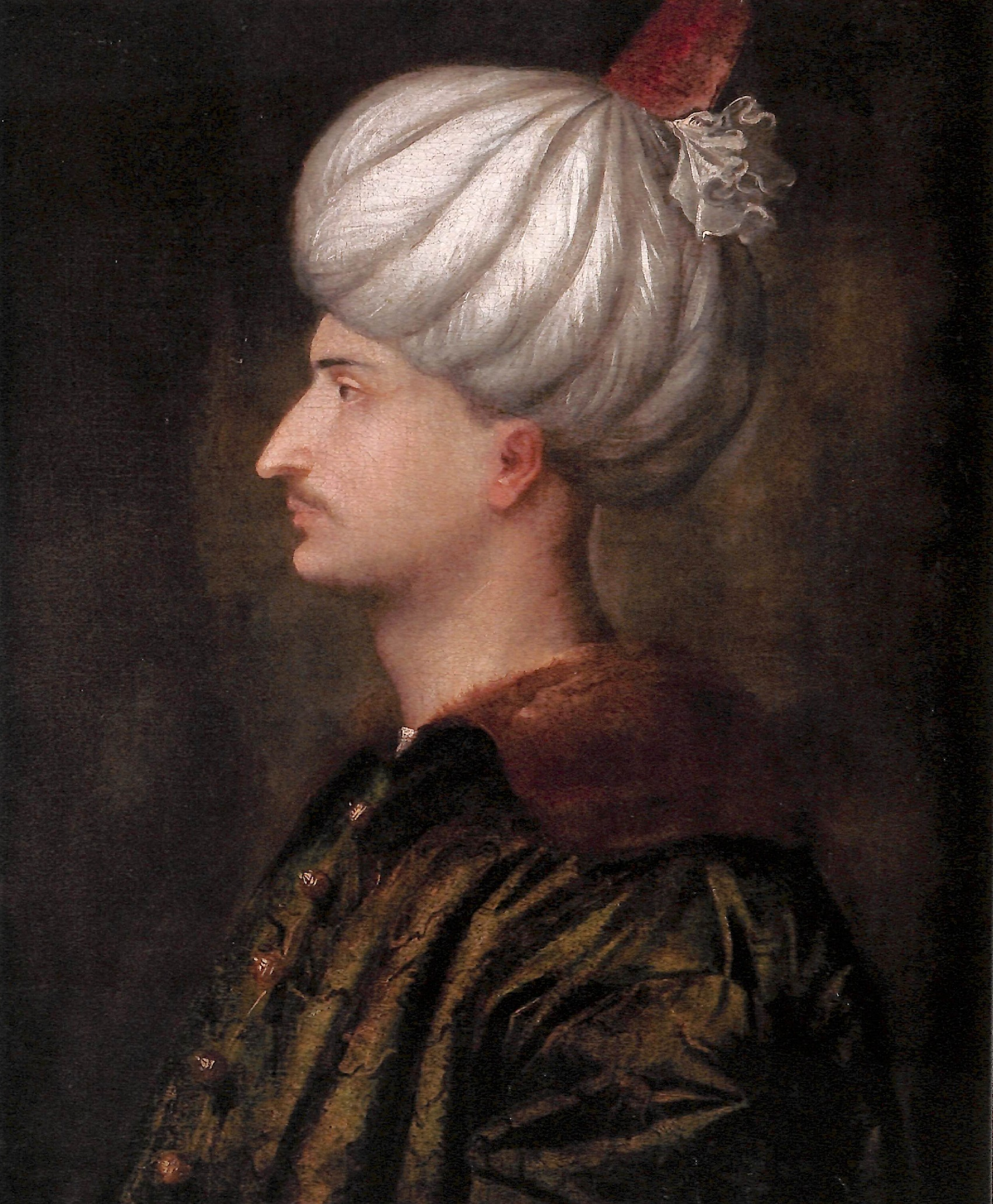
Solimano in un quadro della bottega di Tiziano Vecellio

Ogier Ghislain de Busbecq ci fornisce invece la descrizione di un Solimano ormai vecchio, risalente agli anni dell'entrata ad Amasya (1555): «Benché il volto fosse triste, la sua espressione continuava a ispirare un senso di grande maestà. La sua salute è buona se non fosse per il brutto colorito, indizio di qualche segreta malattia. Ma, al pari delle donne, sa affrontare bene le offese del tempo. Si mette il belletto, soprattutto nei giorni in cui congeda qualche ambasciatore».
Il carattere del magnifico sultano è descritto dai più calmo e ponderato, ben distante da quello irascibile del padre Selim I, mentre un diplomatico veneziano alla corte ottomana intorno al 1530 afferma che «il suo carattere è collerico e melanconico e che non è molto portato per il lavoro perché ha abbandonato l'impero al gran visir senza il parere del quale né lui né altri membri della corte prendono decisioni, mentre Ibrahim agisce senza mai consultare il Gran Signore né nessun altro». Infatti, sebbene i suoi contemporanei europei lo considerassero un sovrano di indubbia grandezza, non mancarono di riconoscere una sua, forse eccessiva, dipendenza dalla moglie Roxelana e da Ibrāhīm Pascià, nonché di accusarlo della morte dei propri figli.
In ogni caso, tutti i commentatori concordano sul descriverlo come un «pio musulmano, immune da ogni fanatismo, tollerante verso i cristiani» garantendo i diritti degli infedeli (Dhimmi), ma anche implacabile contro quella che considerava l'eresia sciita. Fermamente convinto di essere nel favore di Dio, prima di ogni importante battaglia recitava fervide preghiere e, appena conquistata una città, si recava in una moschea per ringraziare della vittoria. Quando non era impegnato ad amministrare, prendeva parte a discussioni teologiche con i dotti della corte, studiava la filosofia e i libri sacri, tanto che sono giunti fino a noi otto esemplari del Corano copiati personalmente da Solimano.

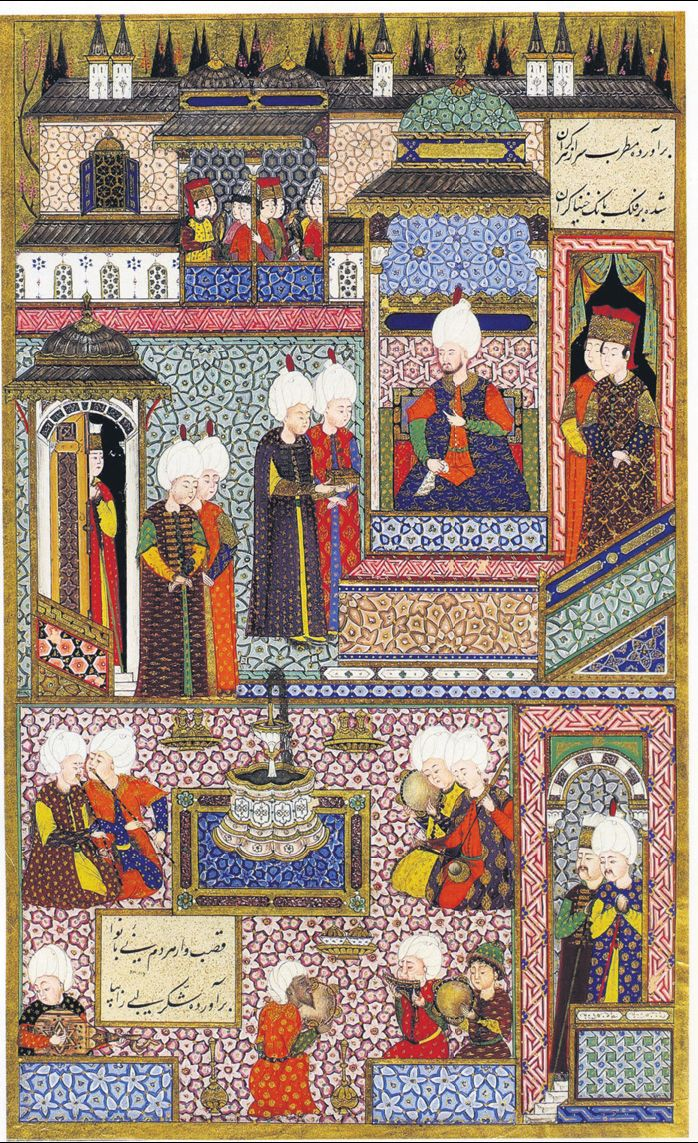
Solimano riceve l'ammiraglio della flotta Khayr al-Din Barbarossa

Da buon musulmano, dimostrò anche uno stile di vita improntato alla sobrietà sebbene non parificabile a quella dei primi sultani. I commentatori raccontano dettagliatamente che alla sua tavola i piatti erano rigorosamente in porcellana, solo una volta utilizzò vasellame prezioso ma i giuristi lo rimproverarono. In vecchiaia fu ancora più attento, tanto che si servì solo di stoviglie in terracotta. Anche le bevande alcoliche, che in gioventù aveva tollerato, divennero proibite in tarda età. Tuttavia, la sua immagine pubblica fu sempre contornata da un alone di sfarzosità. Alla sua corte si rispettava un corposo cerimoniale da lui stesso elaborato e gli ambasciatori da lui ricevuti raccontarono la loro meraviglia davanti a tanta ricchezza. Ogni qualvolta che Solimano lasciava la capitale al comando dell'esercito per intraprendere una delle tante campagne che hanno segnato la sua vita, si tenevano sontuosi festeggiamenti. In tali occasioni, il sultano amava vestirsi con stoffe preziose e indossava bellissimi gioielli.

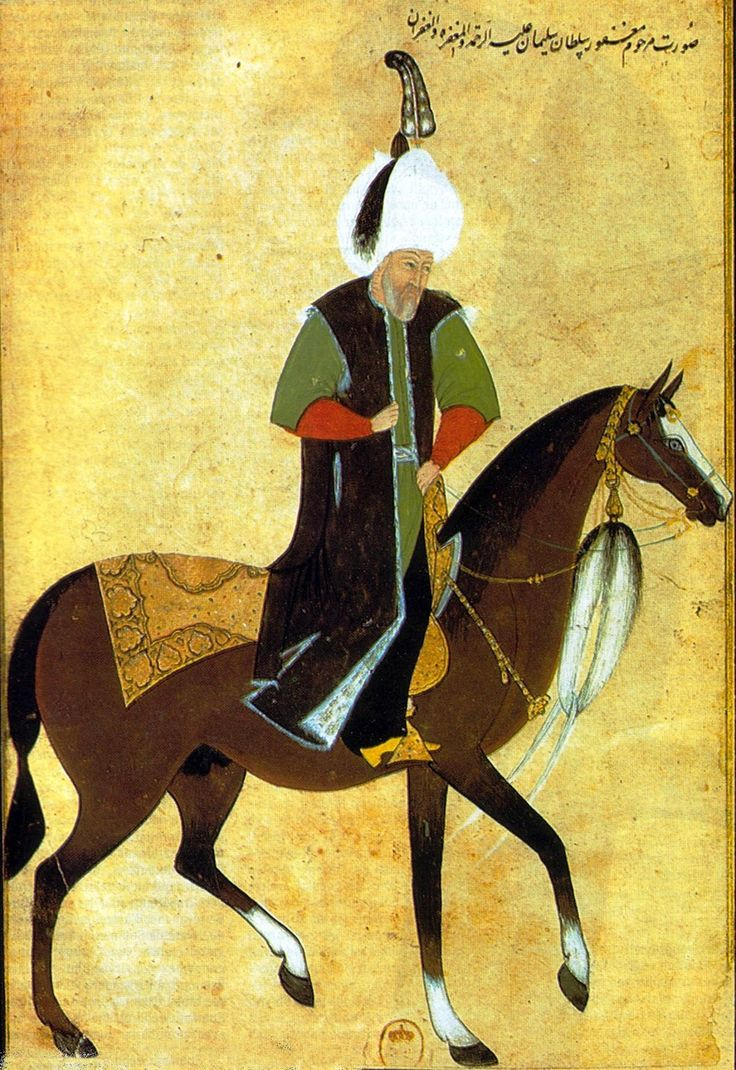
Solimano a cavallo in tarda età

In età avanzata Solimano, stanco a causa della malattia e delle continue campagne militari, perse un po' dell'indole guerriera che lo aveva contraddistinto in gioventù; il nobile Antonio Barbarigo ci fornisce un affresco del sultano nel 1558: «È questo Signore di età 66, e sono 32 anni che regna felicissimamente; di statura mediocre, più tosto che altrimenti, pallido, ha gli occhi neri e grossi, con il naso aquilino; è signor giusto, benigno e religiosissimo nella sua legge sebbene essendo giovane fu bellicoso ed amator di guerra si comprende però che ora, che è vecchio desidera la pace con ogni principe, né mai porterà guerra ad alcuno se non sforzato da quelli con chi guerreggia o da false persuasioni de' suoi ministri [...] Conosce esser signore di molti paesi e regni, e desidera godere in pace quelli che ha. Gli è sommamente grata l'istoria, e continuamente legge le istorie di Alessandro Magno e quelle de' persiani. È questo Signor travagliato molto dalla gotta e per tal causa, per consiglio de' medici per mutazioni d'aria va ogni anno a far l'invernata in Adrianopoli...».

## Famiglia

### Consorti
Solimano ebbe due concubine note:
- Hürrem Sultan. Sua ultima consorte e unica favorita per tutta la durata del suo regno, prima Haseki Sultan dell'impero ottomano e infine sua unica moglie legale.[159] Diede a Solimano sei figli, di cui cinque maschi, infrangendo la tradizione che prevedeva che ogni concubina potesse avere dal sultano un unico principe, dopo la cui nascita la relazione veniva interrotta.[160]
- Mahidevran Hatun[161]. Madre di Şehzade Mustafa,[162] il maggiore fra i figli di Solimano sopravvissuti all'infanzia.

Inoltre, Solimano aveva altre tre concubine non identificate, madri dei suoi tre figli nati e morti nell'infanzia, prima della sua salita al trono:
- Madre di Şehzade Mahmud. Senza nome, chiamata tradizionalmente Fülane Hatun[163].
- Madre di Şehzade Murad. Tradizionalmente identificata con Gülfem Hatun, ma la cosa è fortemente contestata.
- Madre di Raziye Sultan.

### Figli
Solimano ebbe otto figli:
- Şehzade Mahmud (Manisa, c.1513 - Manisa, 29 ottobre 1520[164]). Primogenito, morto di vaiolo, sepolto nella moschea di Yavuz Selim.[164]
- Şehzade Murad (Manisa, c.1515[165] - Manisa, 19 ottobre 1520[164]). Morto di vaiolo, sepolto nella moschea di Yavuz Selim.[164]
- Şehzade Mustafa (Manisa, c.1516/1517[165] - Konya, 6 ottobre 1553). Figlio di Mahidevran[166]. Considerato dai più l'erede presunto al trono, fu giustiziato dal padre con l'accusa di ribellione e tradimento.[162]
- Şehzade Mehmed (Costantinopoli, 1521 - Manisa, 7 novembre 1543). Figlio di Hürrem Sultan[167]. Morì di vaiolo.[168]
- Selim II (Costantinopoli, 28 maggio 1524 - Costantinopoli, 12 dicembre 1574). Figlio di Hürrem Sultan.[162] Unico figlio a sopravvivere al padre, gli successe sul trono come sultano.
- Şehzade Abdullah (Costantinopoli, c.1525 - Costantinopoli, c.1528). Figlio di Hürrem Sultan. Morto di vaiolo.[158][162]
- Şehzade Bayezid (Costantinopoli, 1527 - Qazvin, 25 settembre 1561). Figlio di Hürrem Sultan.[158][162] Giustiziato per ordine di suo padre con l'accusa di tradimento e ribellione.[123]
- Şehzade Cihangir (Costantinopoli, 1531 - Aleppo, 1553). Figlio di Hürrem Sultan.[162] Affetto da cifosi, morì a causa degli strascichi fisici della sua condizione e della dipendenza dagli oppiacei che prendeva per il dolore. È invece una leggenda che sia morto di dolore per la morte del fratellastro Mustafa.[161]

### Figlie
Solimano ebbe due figlie:
- Raziye Sultan (Manisa, c. 1519 - Manisa, ottobre 1520). Morta di vaiolo.[169]
- Mihrimah Sultan (Costantinopoli, 1522 - Costantinopoli, 1578). Unica figlia femmina di Hürrem Sultan e unica figlia sopravvissuta di Solimano.[162]

## L'Impero ottomano sotto Solimano

### Riforme giuridiche e politiche

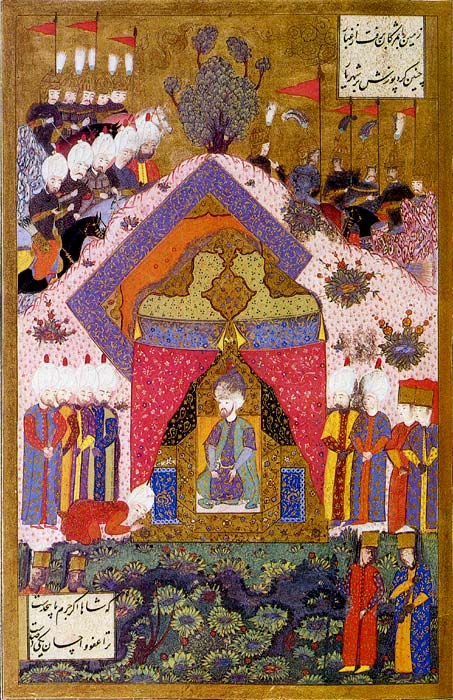
Solimano il Magnifico riceve gli ambasciatori (miniatura di Matrakçı Nasuh)

Sebbene Solimano fosse conosciuto come "il Magnifico" in Occidente, per gli ottomani era Kanuni Suleiman o "Il Legislatore" (قانونی). All'epoca la Shari'ah, o Legge Sacra, era la legge principale nell'impero e, essendo considerata divina dall'Islam, nemmeno il sultano aveva il potere di cambiarla. Tuttavia un'area legislativa distinta, nota come Kanun (قانون, legislazione canonica), dipendeva esclusivamente dalla volontà di Solimano e copriva settori fondamentali come il diritto penale, il possesso fondiario e l'imposizione fiscale. Egli fece raccogliere tutti i vari giudizi emessi dai nove sultani ottomani che lo avevano preceduto e, dopo aver eliminato le duplicazioni e risolto le dichiarazioni contraddittorie, emise un unico codice legale, prestando comunque attenzione a non violare le leggi fondamentali dell'Islam. Fu in questo contesto che il sultano, sostenuto dal suo Gran Mufti Ebussuud Efendi, cercò di riformare la legislazione per adattarsi a un impero in rapido cambiamento. Quando le leggi Kanun raggiunsero la loro forma finale, il codice delle leggi divenne noto come kanun-i Osmani (قانون عثمانی), o "leggi ottomane". Il codice legale di Solimano durò oltre trecento anni.
Egli prestò particolare attenzione alla difficile situazione dei Rayah, soggetti cristiani che lavoravano la terra dei Spahi. Il suo Kanune Raya, o "Codice dei Rayas", riformò la legge che regolava i prelievi e le tasse a cui i rayas erano obbligati, elevando il loro status al di sopra dei servi tanto che molti servi cristiani emigrarono nei territori turchi per beneficiare di tale riforma. Il sultano si occupò anche di fornire una protezione agli ebrei residenti nel suo impero per i secoli a venire: alla fine del 1553 o del 1554, su suggerimento del suo medico e dentista preferito, l'ebreo spagnolo Moses Hamon, il sultano emise un firmano (فرمان) che denunciava formalmente le diffamazioni contro di essi. Inoltre emanò nuove leggi penali e di polizia, prescrivendo una serie di sanzioni pecuniarie per reati specifici, nonché riducendo i casi che comportavano un'esecuzione capitale o delle mutilazioni. Nel settore fiscale, vennero applicate imposte, seppur giudicate lievi, su vari beni e prodotti, inclusi animali, miniere, profitti commerciali e dazi sull'importazione e sull'esportazione.

### Amministrazione governativa e militare

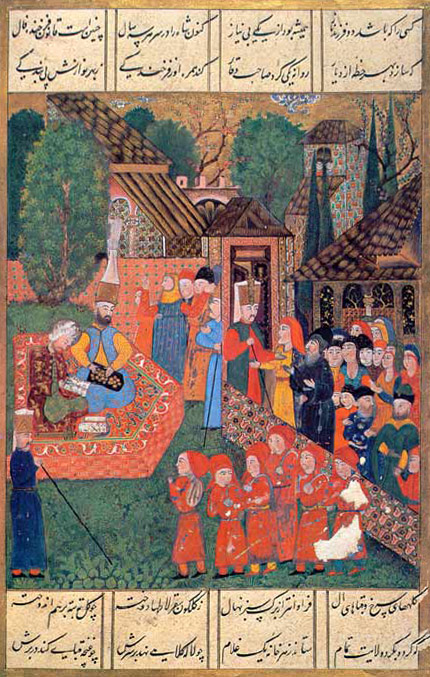
Miniatura dell'epoca di Solimano che mostra il devscirme, un arruolamento forzato di giovani cristiani che poi sarebbero stati impiegati per funzioni dell'impero. Alcuni tra i più alti dignitari e qualche gran visir, come Sokollu Mehmed Pascià, vennero reclutati così

Durante il suo regno, Solimano si è sempre occupato di delineare personalmente una strategia generale che l'impero avrebbe dovuto seguire ma l'esecuzione di tali direttive e per la cura dei dettagli si avvaleva dei visir (letteralmente "colui che decide"), ovvero alti dignitari che svolgevano la funzione di consiglieri e ministri. Questi consiglieri componevano il diwan (o dīvān), l'organo supremo di amministrazione dell'impero con competenze praticamente illimitate. Solitamente vi sedevano tre visir che amministravano congiuntamente la politica interna e quella estera oltre all'ordine pubblico, mentre due defterdar sovrintendevano a un'articolata organizzazione di uffici a cui veniva demandata la gestione delle finanze. Un'altra importante carica era il nişancı, il calligrafo di corte, a cui era demandata l'autenticazione dei documenti apponendo la tughra del sultano e il controllo delle leggi promulgate; due kazasker amministravano l'intero sistema giudiziario. Se le circostanze lo richiedevano, potevano partecipare anche altri dignitari. Il diwan era presieduto dal gran visir, l'uomo di fiducia del sultano. Durante il suo lungo regno, si alternarono ben dieci persone per questa carica, nell'ordine: Piri Mehmed Pascià (1518-1523), Pargali İbrahim Pascià (1523-1536), Ayas Mehmed Pascià (1536-1539), Çelebi Lütfi Pascià (1539-1541), Hadım Suleiman Pascià (1541-1544), Rüstem Pascià (1544-1553) Kara Ahmed Pascià (1553-1555), Rustem Pascià (1555-1561), Semiz Ali Pascià (1561-1565), Sokollu Mehmed Pascià (1565-1579). Solimano, come del resto tutti i sultani dopo Maometto II, non presenziava direttamente nella stanza dove avvenivano le riunioni, tuttavia vi era comunque la possibilità per lui di assistere di nascosto. Presso il Diwan il Magnifico usava anche ricevere gli ambasciatori con cerimonie di grandissimi sfarzo.

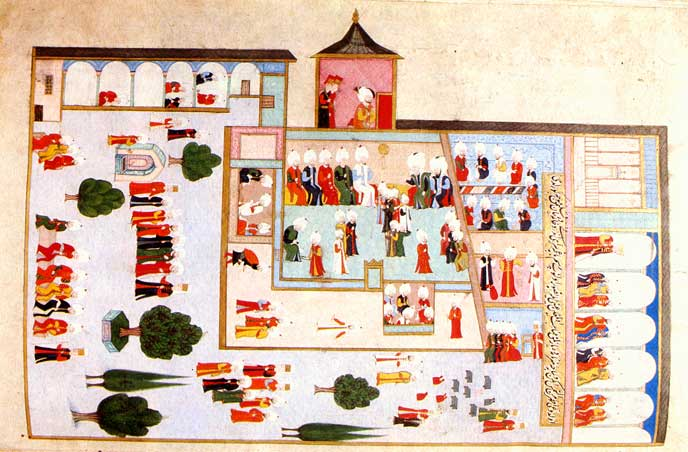
Il sultano assiste a una riunione del diwan senza essere visto

Per imporre i propri diritti, egli dovette combattere contro un'infinita serie di avversari. La forza del suo sultanato era basata sulla funzione cruciale del corpo di fanteria dei giannizzeri (dal turco yeni çeri, "Nuova truppa"). Questi venivano reclutati forzatamente fra i giovani cristiani, obbligati nei primi secoli del sultanato al celibato, affratellati dalla tradizionale aderenza a una stessa confraternita religiosa che era la Bektashiyya. I giannizzeri, considerati l'élite dell'esercito ottomano (nella prima metà del XVI secolo erano circa 12 000), non potevano avere altra occupazione o fonte di reddito che non fossero quelle derivanti dal mestiere delle armi e la loro inattività in tempo di pace faceva aumentare i rischi di disordini. La necessità di tenerli occupati può aiutare a comprendere il perché della frequenza delle campagne militari ottomane e per questo il primo decennio del suo regno vi fu di conseguenza un periodo di intensa attività bellica.
Solimano dette un forte impulso anche al potenziamento della flotta militare ottomana, prima non particolarmente sviluppata. La disponibilità di risorse praticamente illimitate, di porti sicuri in posizioni strategiche, di arsenali efficienti, permisero di raggiungere molto velocemente risultati impensabili, tanto che gli ottomani arrivarono ad avere ben presto il controllo del Mediterraneo. A Galata, sul Corno d'Oro vi era il maggior centro di produzione della flotta con i suoi oltre 120 ripari coperti in grado di ospitare ciascuno due galee disponibili nel 1550, mentre dieci anni più tardi si contavano 15 000 lavoratori nel porto. Lo sviluppo della flotta fu tanto rapido che per l'assedio di Rodi gli ottomani potevano contare su 100 vascelli, mentre per quella di Malta nel 1566 ne erano a disposizione il doppio.

### Economia

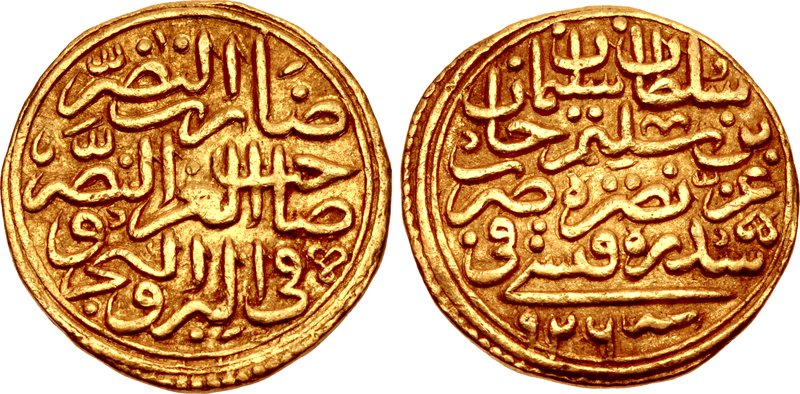
Monete coniate durante il regno di Solimano il Magnifico

I primi decenni del suo sultanato coincisero con un periodo molto favorevole per l'economia dei suoi sudditi. Il modello economico adottato a quel tempo tra gli ottomani era molto diverso da quello occidentale, con quest'ultimo che andava ad avvicinarsi al capitalismo. Nell'Impero ottomano era in vigore, e lo rimase fino alla fine del XIX secolo, una gestione dell'economia molto più rigida e improntata più al soddisfare le necessità dello Stato e della popolazione piuttosto che sul perseguimento dell'arricchimento personale. Per fare ciò, il governo centrale controllava con inflessibile autorità, grazie a numerosi funzionari, le attività produttive e distributive, fissandone i prezzi a protezione del consumatore.
Qualsiasi lavoratore dell'impero era inquadrato in esnaf (simili alle corporazioni occidentali) tanto che nel XVI secolo se ne contavano fino a un migliaio nella sola Costantinopoli. Queste, raggruppate a loro volta in gruppi, erano guidate da un capo e da un comitato, tutti eletti dagli appartenenti e sovrintendevano al controllo dei prezzi, regolavano l'accesso alla professione e controllavano la ripartizione delle materie prime. Tali istituzioni si ispiravano alle consuetudini della futuwwa (fratellanza religiosa) risalenti al tempo degli abbasidi e sviluppatisi sotto i Selgiuchidi di Rūm e tra i principati dell'Anatolia.
I commerci erano molto sviluppati e le vie di approvvigionamento si estendevano per tutto l'impero e oltre. Alla capitale arrivavano carne, cereali, legna, miele, metalli dalla Bulgaria e dalla Romania; l'Anatolia forniva cereali, frutta e cavalli mentre dall'Egitto giungevano riso, zucchero, cotone e ingenti forniture di grano. Da altri Paesi arabi dell'est veniva importato caffè, spezie e cavalli, dalla Persia provenivano sete e tappeti, dall'estremo oriente le pietre preziose. L'Europa, e in particolare la Repubblica di Venezia, esportavano nell'Impero ottomano prodotti manifatturieri, tecnologici e beni di lusso. L'Impero, invece, esportava materie prime e spezie soprattutto in Europa.
Per favorire i traffici, Solimano fece costruire strade e ponti, alcuni di essi ancora in funzione alla fine del XX secolo, favorì la ristrutturazione e ampliamento di caravanserragli già costruiti dai Selgiuchidi. Le campagne militari intraprese ebbero uno scopo anche commerciale; in particolare le spedizioni in Persia che consentirono di aprire nuove vie commerciali verso l'Asia e di rafforzare gli scambi con gli alleati Uzbechi.

### Scienza e istruzione

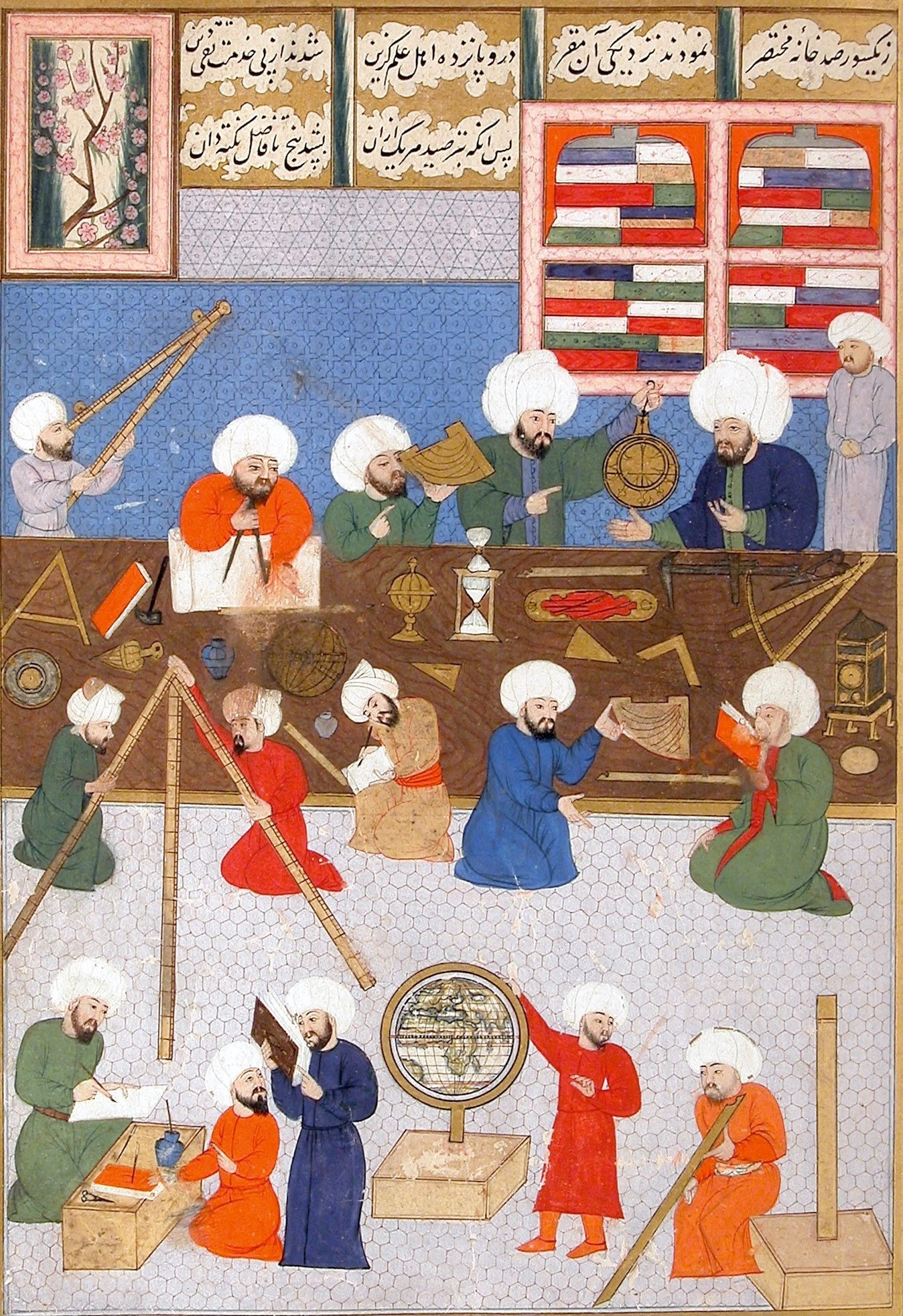
L'osservatorio di Istanbul di Taqi al-Din, realizzato nel 1577; fu un risultato tangibile della politica di Solimano a favore della scienza e dell'istruzione

L'istruzione fu un altro settore giudicato molto importante per il sultano. Le scuole collegate alle moschee e finanziate da fondazioni religiose offrirono lezioni in gran parte gratuite ai ragazzi musulmani prima che ciò avvenisse nei paesi cristiani dell'epoca. Nella capitale dell'impero, Solimano aumentò il numero di mektebs (مكتب, scuole elementari) portandolo a quattordici, insegnando ai ragazzi a leggere e scrivere, nonché i principi dell'Islam. I giovani che desideravano un'istruzione superiore potevano poi accedere a una delle otto madrase (مدرسه) il cui programma di studi includeva la grammatica, la metafisica, la filosofia, l'astronomia e l'astrologia. I corsi di perfezionamento consentivano di ottenere un'istruzione di livello universitario, i cui laureati divenivano imam (امام) o insegnanti. I centri educativi erano spesso uno dei tanti edifici che circondavano i cortili delle moschee, gli altri potevano essere biblioteche, bagni, cucine, abitazioni e ospedali a beneficio del popolo. La frequentazione di un corso di studi era un presupposto essenziale per poter ambire a un qualsiasi incarico di prestigio nell'impero. Da queste istituzioni culturali uscirono uomini di scienza di grandissimo valore che segnarono la vita scientifica dell'impero per tutto il secolo, come il matematico e astronomo Taqī al-Dīn Muḥammad ibn Maʿrūf che nel 1577 realizzò l'osservatorio di Costantinopoli grazie al quale poté aggiornare le tavole di Uluğ Bek risalenti al secolo precedente, e lo studioso di geometria Alì Ib Veli che anticipò di molto gli europei sullo studio dei logaritmi.
Se alla fine del XVI secolo l'ambiente culturale ottomano appariva variegato e stimolante, e nella sola capitale si contavano oltre 100 madrase, tale favorevole situazione andò a scemare negli anni seguenti quando gli ulema incominciarono a interferire vietando lo studio delle scienze preferendo l'insegnamento di una rigida visione religiosa al limite del fanatismo.

### Arte e architettura

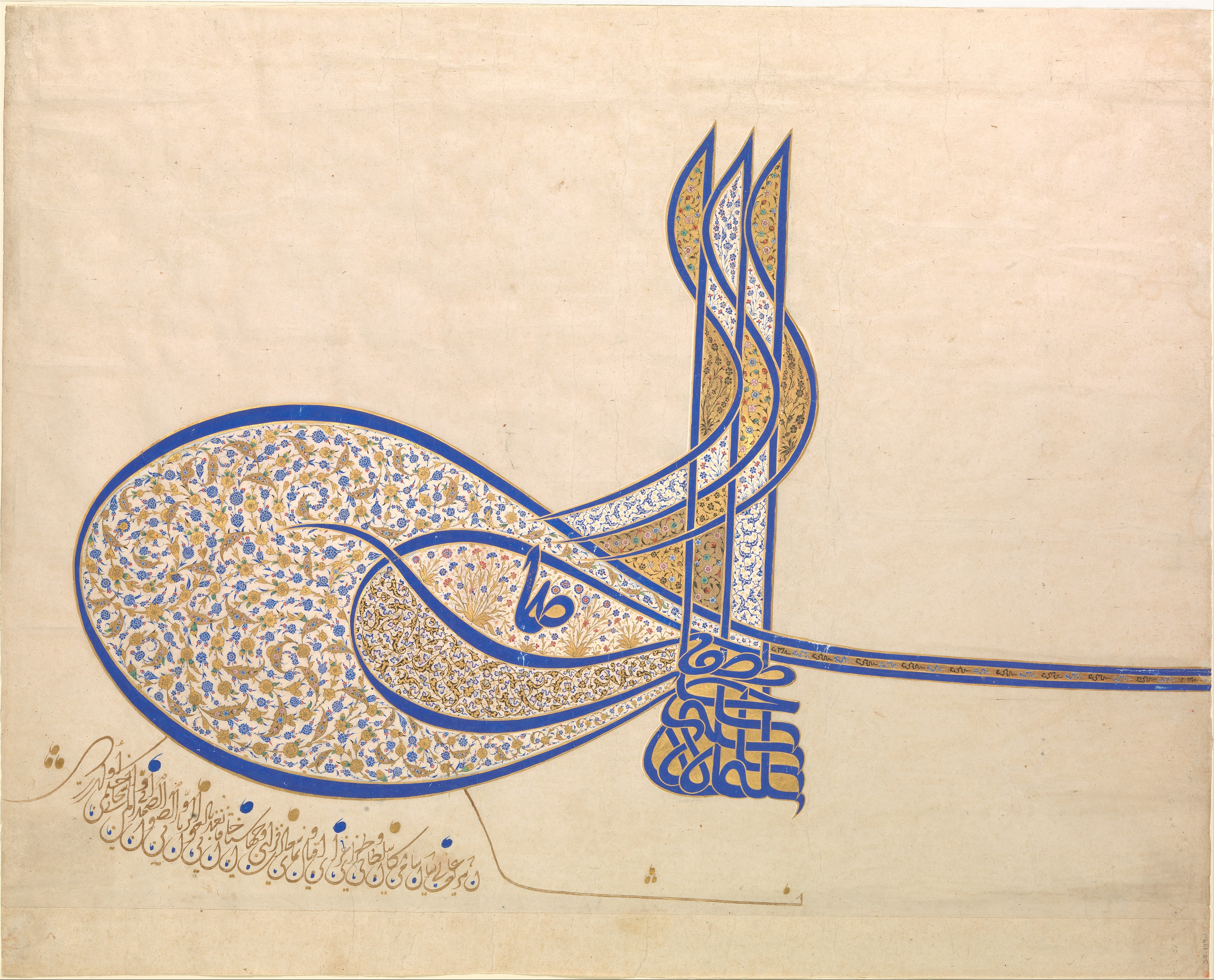
Tughra di Solimano il Magnifico

Sotto il patrocinio di Solimano, l'Impero ottomano entrò nel massimo del suo sviluppo culturale. La sede imperiale sovrintese a centinaia di società artistiche (chiamate اهل حرف Ehl-i Hiref, "Comunità degli artigiani") che ebbero sede presso il Palazzo di Topkapı. Dopo un periodo di apprendistato, gli artisti e gli artigiani potevano avanzare di rango nel loro campo e venivano pagati con salari commisurati in rate annuali o trimestrali. I registri delle buste paga, sopravvissuti fino a oggi, testimoniano l'ampiezza del mecenatismo artistico di Solimano; ad esempio, il primo dei documenti risalenti al 1526 elenca 40 società con oltre 600 membri. L'Ehl-i Hiref fece affluire gli artigiani più talentuosi dell'impero verso la corte del sultano, sia quelli provenienti dal mondo islamico sia quelli originari dei territori recentemente conquistati in Europa, andando a formare una miscela di culture arabe, turche ed europee. Gli artigiani al servizio della corte includevano pittori, rilegatori di libri, pellicciai, gioiellieri e orafi. Mentre i precedenti sovrani erano stati influenzati dalla cultura persiana (Selim I, ad esempio, scrisse poesie in persiano), durante il periodo di Solimano si vide affermare l'identità artistica dell'Impero ottomano.
Il suo regno è considerato un'epoca d'ora per la letteratura turca; egli stesso fu un poeta che scrisse in persiano e in turco sotto il takhallus (nome di penna o pseudonimo) Habibi (محبی, "l'Amante" o "l'innamorato"). Alcuni versi di Solimano divennero proverbi turchi, come il celebre «Tutti puntano sullo stesso significato, ma molte sono le versioni della storia». Un ambasciatore veneziano osservò che il sultano: «si diletta di componer in laude di Dio, facendosi umile e dicendo sempre egli esser niente; ma per lasciar memoria della sua grandezza, fa fare una cronica di tutto quello che ha operato». Quando il suo giovane figlio Mehmed morì nel 1543, compose un commovente cronogramma per commemorare l'anno: «impareggiabile tra principi, il mio Sultano Mehmed». Oltre all'opera del sultano, molti grandi talenti animarono il mondo letterario durante il suo regno, tra cui Fuzûlî e Bâkî. Lo storico letterario Elias John Wilkinson Gibb osservò che «in nessun momento, anche in Turchia, fu dato maggiore incoraggiamento alla poesia che durante il regno di questo Sultano».

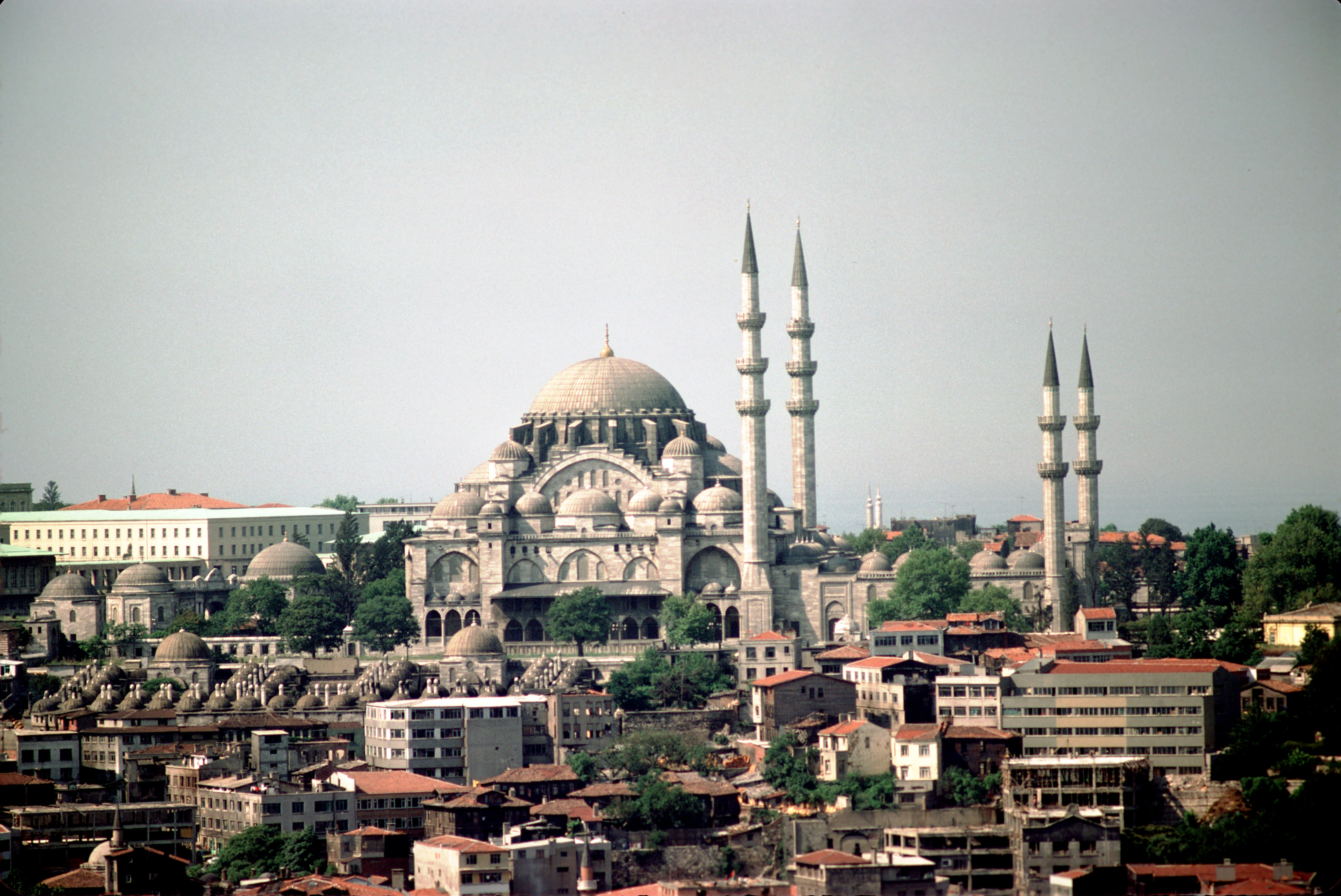
Moschea di Solimano a Istanbul

Solimano è famoso anche per aver finanziato la costruzione di numerosi monumenti e aver favorito lo sviluppo architettonico all'interno del suo impero. Grazie a una serie di progetti, il sultano cercò di trasformare Costantinopoli nel centro della civiltà islamica, facendo realizzare ponti, moschee, palazzi e diversi istituti di beneficenza e sociali. Il più grande di questi venne costruito da Mimar Sinan, il principale architetto del sultano, grazie al quale l'architettura ottomana raggiunse il suo apice. Sinan divenne responsabile dell'edificazione di oltre trecento monumenti sparsi in tutto l'impero, inclusi i suoi due capolavori, la moschea Suleymaniye e la moschea Selimiye, quest'ultima costruita ad Adrianopoli (ora Edirne) durante il regno di suo figlio Selim II. Solimano fece restaurare anche la Cupola della Roccia a Gerusalemme e le mura cittadine (le attuali mura della Città Vecchia di Gerusalemme), rinnovò la Caaba alla Mecca e costruì un complesso a Damasco.

## Eredità

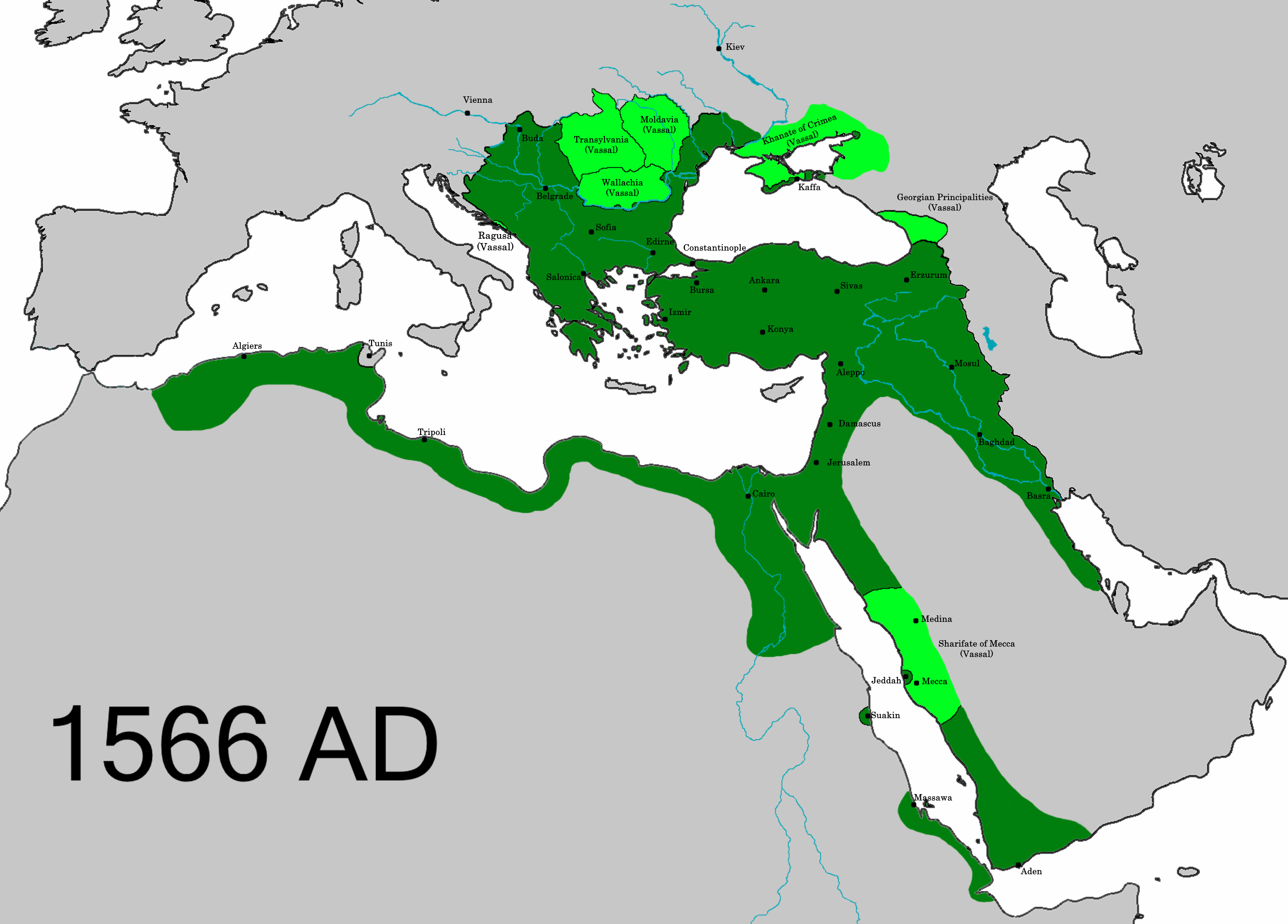
Estensione dell'Impero ottomano alla morte di Solimano

Alla morte di Solimano, l'Impero ottomano rappresentava una delle maggiori potenze del mondo. Le conquiste del Magnifico avevano potuto espanderne il confini fino a includere Baghdad, molti territori balcanici comprese le attuali Croazia e Ungheria e la maggior parte del Nord Africa. L'allargamento dell'impero fino in Europa aveva dato agli ottomani la possibilità di influire direttamente negli equilibri dell'occidente cristiano, tanto che l'ambasciatore austriaco Ogier Ghislain de Busbecq avvertì dell'imminente conquista dell'Europa: «Dalla parte [dei turchi] ci sono le risorse di un potente impero, la forza intatta, l'abitudine alla vittoria, la resistenza di fatica, unità, disciplina, frugalità e vigilanza [...] Possiamo dubitare di quale sarà il risultato? ... Quando i turchi si stabiliranno con la Persia, voleranno alla nostra gola sostenuti dalla potenza di tutto l'Oriente; quanto noi siamo impreparati non oso dirlo».

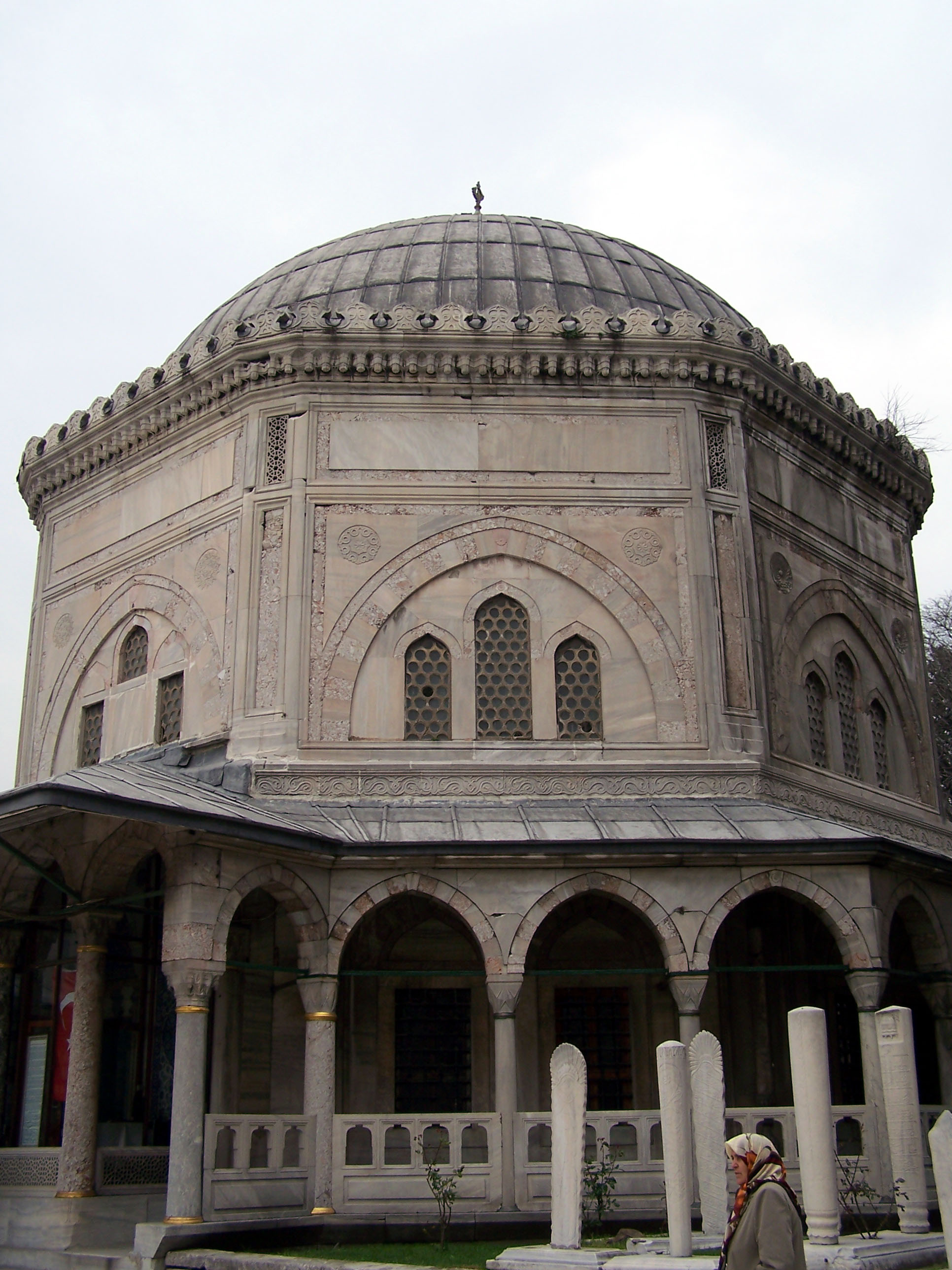
Mausoleo di Solimano a Istanbul

La sua eredità, tuttavia, non ha riguardato solamente l'aspetto militare; un secolo dopo il viaggiatore francese Jean de Thévenot parlò di una «forte base agricola del paese, del benessere dei contadini, dell'abbondanza di alimenti di base e della preminenza dell'organizzazione nel governo di Solimano». Trent'anni dopo la sua morte, il celebre drammaturgo inglese William Shakespeare lo cita come un prodigio militare in Il mercante di Venezia, dove il Principe del Marocco si vanta della sua abilità dicendo che sconfisse Solimano in tre battaglie.
Tuttavia, le valutazioni dell'operato del "magnifico" sultano, dei suoi successi in campo amministrativo culturale e militare, devono considerare anche il fondamentale apporto delle molte figure di talento che lo servirono, come i grandi visir Ibrahim Pasha e Rüstem Pasha, il Gran Mufti Ebussuud Efendi, che svolse un importante ruolo nella riforma legale, e il cancelliere e cronista Celâlzâde Mustafa Çelebi, fondamentale nello sviluppo della burocrazia e nell'affermazione del mito del Magnifico.

## Ascendenza
|                   |              |                      | Genitori |  |  | Nonni |  |  | Bisnonni    |  |  | Trisnonni |  |
|                   |              |                      |          |  |  |       |  |  | Maometto II |  |  | Murad II  |  |
|                   |              |                      |          |  |  |       |  |  | Maometto II |  |  | Murad II  |  |
|                   |              | Hüma Hatun           |          |  |  |       |  |  | Maometto II |  |  |           |  |
| Bayezid II        |              |                      |          |  |  |       |  |  | Maometto II |  |  |           |  |
|                   |              | Sittişah Hatun       | …        |  |  |       |  |  |             |  |  |           |  |
|                   |              | Sittişah Hatun       | …        |  |  |       |  |  |             |  |  |           |  |
|                   |              | Sittişah Hatun       | …        |  |  |       |  |  |             |  |  |           |  |
| Selim I           |              | Sittişah Hatun       |          |  |  |       |  |  |             |  |  |           |  |
|                   |              | Ala al-Dawla Bozkurt | …        |  |  |       |  |  |             |  |  |           |  |
|                   |              | Ala al-Dawla Bozkurt | …        |  |  |       |  |  |             |  |  |           |  |
|                   |              | Ala al-Dawla Bozkurt | …        |  |  |       |  |  |             |  |  |           |  |
| Gülbahar Hatun    |              | Ala al-Dawla Bozkurt |          |  |  |       |  |  |             |  |  |           |  |
|                   |              | …                    | …        |  |  |       |  |  |             |  |  |           |  |
|                   |              | …                    | …        |  |  |       |  |  |             |  |  |           |  |
|                   |              | …                    | …        |  |  |       |  |  |             |  |  |           |  |
| Solimano I        |              | …                    |          |  |  |       |  |  |             |  |  |           |  |
|                   | Hacı I Giray | Hiyath ed-Din        |          |  |  |       |  |  |             |  |  |           |  |
|                   | Hacı I Giray | Hiyath ed-Din        |          |  |  |       |  |  |             |  |  |           |  |
|                   | Hacı I Giray | …                    |          |  |  |       |  |  |             |  |  |           |  |
| Meñli I Giray     | Hacı I Giray |                      |          |  |  |       |  |  |             |  |  |           |  |
|                   |              | …                    | …        |  |  |       |  |  |             |  |  |           |  |
|                   |              | …                    | …        |  |  |       |  |  |             |  |  |           |  |
|                   |              | …                    | …        |  |  |       |  |  |             |  |  |           |  |
| Ayşe Hafsa Sultan |              | …                    |          |  |  |       |  |  |             |  |  |           |  |
|                   |              | …                    | …        |  |  |       |  |  |             |  |  |           |  |
|                   |              | …                    | …        |  |  |       |  |  |             |  |  |           |  |
|                   |              | …                    | …        |  |  |       |  |  |             |  |  |           |  |
| Zayan Sultan      |              | …                    |          |  |  |       |  |  |             |  |  |           |  |
|                   |              | …                    | …        |  |  |       |  |  |             |  |  |           |  |
|                   |              | …                    | …        |  |  |       |  |  |             |  |  |           |  |
|                   |              | …                    | …        |  |  |       |  |  |             |  |  |           |  |
|                   |              | …                    |          |  |  |       |  |  |             |  |  |           |  |